# Llista d'asteroides (426001-427000)
Llista d'asteroides del 426.001 al 427.000, amb data de descoberta i descobridor. És un fragment de la llista d'asteroides completa. Als asteroides se'ls dona un número quan es confirma la seva òrbita, per tant apareixen llistats aproximadament segons la data de descobriment.

## 426001-426100
| Nom    | Designació provisional | Data de descobriment   | Lloc de descobriment | Descobridor/s        |
| ------ | ---------------------- | ---------------------- | -------------------- | -------------------- |
| 426001 | 2011 JB12              | 4 de març de 2011      | Mount Lemmon         | Mt. Lemmon Survey    |
| 426002 | 2011 JE13              | 16 de maig de 2010     | WISE                 | WISE                 |
| 426003 | 2011 JT20              | 3 de novembre de 2008  | Mount Lemmon         | Mt. Lemmon Survey    |
| 426004 | 2011 JB31              | 4 d'abril de 2010      | WISE                 | WISE                 |
| 426005 | 2011 JE31              | 12 de maig de 2011     | Mount Lemmon         | Mt. Lemmon Survey    |
| 426006 | 2011 KS2               | 18 de novembre de 2008 | Kitt Peak            | Spacewatch           |
| 426007 | 2011 KZ6               | 15 de març de 2005     | Catalina             | CSS                  |
| 426008 | 2011 KJ7               | 13 d'abril de 2011     | Mount Lemmon         | Mt. Lemmon Survey    |
| 426009 | 2011 KV14              | 23 de maig de 2006     | Mount Lemmon         | Mt. Lemmon Survey    |
| 426010 | 2011 KN22              | 26 de maig de 2006     | Kitt Peak            | Spacewatch           |
| 426011 | 2011 KF23              | 20 d'octubre de 2008   | Kitt Peak            | Spacewatch           |
| 426012 | 2011 KN25              | 17 de gener de 2005    | Kitt Peak            | Spacewatch           |
| 426013 | 2011 KQ28              | 18 de novembre de 2009 | Mount Lemmon         | Mt. Lemmon Survey    |
| 426014 | 2011 KN31              | 15 de juliol de 2007   | Siding Spring        | Siding Spring Survey |
| 426015 | 2011 KZ31              | 23 de gener de 2006    | Kitt Peak            | Spacewatch           |
| 426016 | 2011 KL35              | 19 de maig de 2010     | WISE                 | WISE                 |
| 426017 | 2011 KO42              | 30 d'abril de 2010     | WISE                 | WISE                 |
| 426018 | 2011 KT42              | 5 d'abril de 2011      | Kitt Peak            | Spacewatch           |
| 426019 | 2011 KC45              | 26 de maig de 2010     | WISE                 | WISE                 |
| 426020 | 2011 LO                | 2 de juny de 2010      | WISE                 | WISE                 |
| 426021 | 2011 LO7               | 11 de setembre de 2007 | Mount Lemmon         | Mt. Lemmon Survey    |
| 426022 | 2011 LP9               | 8 de febrer de 1999    | Kitt Peak            | Spacewatch           |
| 426023 | 2011 LK14              | 16 d'octubre de 2007   | Mount Lemmon         | Mt. Lemmon Survey    |
| 426024 | 2011 LC23              | 4 de març de 2005      | Mount Lemmon         | Mt. Lemmon Survey    |
| 426025 | 2011 LL23              | 3 de març de 2006      | Kitt Peak            | Spacewatch           |
| 426026 | 2011 MH2               | 1 de febrer de 2010    | WISE                 | WISE                 |
| 426027 | 2011 MJ5               | 15 de març de 2010     | Catalina             | CSS                  |
| 426028 | 2011 OV3               | 3 de gener de 2009     | Mount Lemmon         | Mt. Lemmon Survey    |
| 426029 | 2011 PA2               | 23 de febrer de 2010   | WISE                 | WISE                 |
| 426030 | 2011 QM1               | 27 de febrer de 2009   | Catalina             | CSS                  |
| 426031 | 2011 QL12              | 27 de setembre de 2009 | Mount Lemmon         | Mt. Lemmon Survey    |
| 426032 | 2011 QT50              | 12 d'octubre de 2007   | Mount Lemmon         | Mt. Lemmon Survey    |
| 426033 | 2011 QF75              | 14 de març de 2004     | Kitt Peak            | Spacewatch           |
| 426034 | 2011 QO75              | 29 de desembre de 2008 | Kitt Peak            | Spacewatch           |
| 426035 | 2011 SS28              | 3 de març de 2009      | Mount Lemmon         | Mt. Lemmon Survey    |
| 426036 | 2011 SN47              | 4 d'octubre de 2006    | Mount Lemmon         | Mt. Lemmon Survey    |
| 426037 | 2011 SO103             | 19 de febrer de 2010   | Kitt Peak            | Spacewatch           |
| 426038 | 2011 SP120             | 20 de novembre de 2006 | Kitt Peak            | Spacewatch           |
| 426039 | 2011 SX174             | 20 de novembre de 2004 | Kitt Peak            | Spacewatch           |
| 426040 | 2011 SQ189             | 6 d'abril de 2005      | Kitt Peak            | Spacewatch           |
| 426041 | 2011 UH                | 17 de desembre de 2006 | Mount Lemmon         | Mt. Lemmon Survey    |
| 426042 | 2011 UN21              | 13 de març de 2002     | Socorro              | LINEAR               |
| 426043 | 2011 UD104             | 21 d'octubre de 2011   | Kitt Peak            | Spacewatch           |
| 426044 | 2011 UM137             | 8 de maig de 2010      | Mount Lemmon         | Mt. Lemmon Survey    |
| 426045 | 2011 UD261             | 17 d'octubre de 2003   | Anderson Mesa        | LONEOS               |
| 426046 | 2011 UM375             | 7 d'octubre de 2005    | Kitt Peak            | Spacewatch           |
| 426047 | 2011 WV100             | 1 de desembre de 2005  | Kitt Peak            | Spacewatch           |
| 426048 | 2011 YK                | 16 de maig de 2010     | Catalina             | CSS                  |
| 426049 | 2011 YG24              | 12 de gener de 2000    | Kitt Peak            | Spacewatch           |
| 426050 | 2012 AA14              | 13 de març de 2002     | Kitt Peak            | Spacewatch           |
| 426051 | 2012 AQ22              | 25 de desembre de 2011 | Kitt Peak            | Spacewatch           |
| 426052 | 2012 BB10              | 11 de desembre de 2004 | Kitt Peak            | Spacewatch           |
| 426053 | 2012 BA15              | 4 de gener de 2012     | Mount Lemmon         | Mt. Lemmon Survey    |
| 426054 | 2012 BW22              | 16 de març de 2004     | Catalina             | CSS                  |
| 426055 | 2012 BA53              | 13 de gener de 2005    | Kitt Peak            | Spacewatch           |
| 426056 | 2012 BM53              | 15 de gener de 2005    | Kitt Peak            | Spacewatch           |
| 426057 | 2012 BH62              | 30 d'agost de 2005     | Anderson Mesa        | LONEOS               |
| 426058 | 2012 BV78              | 16 d'octubre de 2007   | Kitt Peak            | Spacewatch           |
| 426059 | 2012 BS81              | 3 de maig de 2005      | Kitt Peak            | Spacewatch           |
| 426060 | 2012 BT88              | 31 de desembre de 2007 | Kitt Peak            | Spacewatch           |
| 426061 | 2012 BY90              | 11 de març de 2005     | Kitt Peak            | Spacewatch           |
| 426062 | 2012 BC92              | 7 de febrer de 2002    | Kitt Peak            | Spacewatch           |
| 426063 | 2012 BC98              | 10 d'octubre de 2010   | Mount Lemmon         | Mt. Lemmon Survey    |
| 426064 | 2012 BL112             | 27 de febrer de 2009   | Kitt Peak            | Spacewatch           |
| 426065 | 2012 BM125             | 29 de març de 2009     | Kitt Peak            | Spacewatch           |
| 426066 | 2012 BR125             | 21 de gener de 2012    | Kitt Peak            | Spacewatch           |
| 426067 | 2012 BL131             | 28 de març de 2009     | Siding Spring        | Siding Spring Survey |
| 426068 | 2012 CC12              | 19 de gener de 2005    | Kitt Peak            | Spacewatch           |
| 426069 | 2012 CC18              | 31 d'agost de 2005     | Kitt Peak            | Spacewatch           |
| 426070 | 2012 CJ25              | 13 d'octubre de 2007   | Kitt Peak            | Spacewatch           |
| 426071 | 2012 CD29              | 13 de febrer de 2012   | La Sagra             | OAM                  |
| 426072 | 2012 CJ32              | 2 de febrer de 2012    | Kitt Peak            | Spacewatch           |
| 426073 | 2012 CL45              | 30 de gener de 2012    | Kitt Peak            | Spacewatch           |
| 426074 | 2012 CX50              | 6 de març de 1999      | Kitt Peak            | Spacewatch           |
| 426075 | 2012 DG3               | 1 d'octubre de 2010    | Kitt Peak            | Spacewatch           |
| 426076 | 2012 DF8               | 17 de setembre de 2010 | Kitt Peak            | Spacewatch           |
| 426077 | 2012 DY16              | 22 de gener de 1998    | Kitt Peak            | Spacewatch           |
| 426078 | 2012 DB23              | 12 de novembre de 2007 | Mount Lemmon         | Mt. Lemmon Survey    |
| 426079 | 2012 DR23              | 18 de gener de 2012    | Mount Lemmon         | Mt. Lemmon Survey    |
| 426080 | 2012 DR25              | 21 de febrer de 2012   | Kitt Peak            | Spacewatch           |
| 426081 | 2012 DA28              | 10 d'octubre de 2007   | Mount Lemmon         | Mt. Lemmon Survey    |
| 426082 | 2012 DG31              | 24 de febrer de 2012   | Catalina             | CSS                  |
| 426083 | 2012 DE39              | 14 de novembre de 2007 | Kitt Peak            | Spacewatch           |
| 426084 | 2012 DO39              | 27 de maig de 2009     | Mount Lemmon         | Mt. Lemmon Survey    |
| 426085 | 2012 DR39              | 23 de febrer de 2012   | Kitt Peak            | Spacewatch           |
| 426086 | 2012 DM43              | 17 de setembre de 2010 | Mount Lemmon         | Mt. Lemmon Survey    |
| 426087 | 2012 DY44              | 25 de febrer de 2012   | Kitt Peak            | Spacewatch           |
| 426088 | 2012 DF51              | 4 d'abril de 2008      | Kitt Peak            | Spacewatch           |
| 426089 | 2012 DQ52              | 7 d'octubre de 2007    | Kitt Peak            | Spacewatch           |
| 426090 | 2012 DM66              | 14 de setembre de 2010 | Kitt Peak            | Spacewatch           |
| 426091 | 2012 DN67              | 14 d'octubre de 2010   | Mount Lemmon         | Mt. Lemmon Survey    |
| 426092 | 2012 DD80              | 13 de setembre de 2007 | Mount Lemmon         | Mt. Lemmon Survey    |
| 426093 | 2012 DQ83              | 4 de març de 2005      | Mount Lemmon         | Mt. Lemmon Survey    |
| 426094 | 2012 DB88              | 12 de desembre de 2004 | Kitt Peak            | Spacewatch           |
| 426095 | 2012 DE98              | 1 d'abril de 2005      | Kitt Peak            | Spacewatch           |
| 426096 | 2012 EZ3               | 8 de novembre de 2007  | Kitt Peak            | Spacewatch           |
| 426097 | 2012 EU4               | 11 de març de 2005     | Mount Lemmon         | Mt. Lemmon Survey    |
| 426098 | 2012 EE15              | 9 de febrer de 2005    | Kitt Peak            | Spacewatch           |
| 426099 | 2012 EL17              | 3 d'octubre de 2005    | Catalina             | CSS                  |
| 426100 | 2012 FM11              | 18 de febrer de 2012   | Catalina             | CSS                  |

## 426101-426200
| Nom    | Designació provisional | Data de descobriment   | Lloc de descobriment | Descobridor/s     |
| ------ | ---------------------- | ---------------------- | -------------------- | ----------------- |
| 426101 | 2012 FL12              | 19 de juny de 2006     | Mount Lemmon         | Mt. Lemmon Survey |
| 426102 | 2012 FV21              | 28 de maig de 2009     | Mount Lemmon         | Mt. Lemmon Survey |
| 426103 | 2012 FC23              | 28 de febrer de 2005   | Socorro              | LINEAR            |
| 426104 | 2012 FW28              | 2 de novembre de 2007  | Kitt Peak            | Spacewatch        |
| 426105 | 2012 FC34              | 14 de novembre de 2007 | Kitt Peak            | Spacewatch        |
| 426106 | 2012 FD34              | 26 de març de 2009     | Mount Lemmon         | Mt. Lemmon Survey |
| 426107 | 2012 FT43              | 27 d'octubre de 2005   | Kitt Peak            | Spacewatch        |
| 426108 | 2012 FH49              | 4 de març de 2005      | Mount Lemmon         | Mt. Lemmon Survey |
| 426109 | 2012 FL50              | 3 de setembre de 2010  | Mount Lemmon         | Mt. Lemmon Survey |
| 426110 | 2012 FU54              | 15 de març de 2012     | Kitt Peak            | Spacewatch        |
| 426111 | 2012 FK55              | 4 de novembre de 2005  | Mount Lemmon         | Mt. Lemmon Survey |
| 426112 | 2012 FN58              | 21 de març de 2012     | Catalina             | CSS               |
| 426113 | 2012 FF61              | 21 de febrer de 2012   | Mount Lemmon         | Mt. Lemmon Survey |
| 426114 | 2012 FH61              | 10 de març de 2005     | Mount Lemmon         | Mt. Lemmon Survey |
| 426115 | 2012 FZ61              | 29 de març de 2012     | Mount Lemmon         | Mt. Lemmon Survey |
| 426116 | 2012 FN67              | 27 de març de 2012     | Kitt Peak            | Spacewatch        |
| 426117 | 2012 FJ68              | 28 d'agost de 2005     | Kitt Peak            | Spacewatch        |
| 426118 | 2012 FQ68              | 20 de desembre de 2007 | Kitt Peak            | Spacewatch        |
| 426119 | 2012 FW70              | 10 de març de 2005     | Mount Lemmon         | Mt. Lemmon Survey |
| 426120 | 2012 GN3               | 30 de setembre de 2003 | Kitt Peak            | Spacewatch        |
| 426121 | 2012 GN7               | 30 de setembre de 2006 | Kitt Peak            | Spacewatch        |
| 426122 | 2012 GH10              | 15 de setembre de 2009 | Kitt Peak            | Spacewatch        |
| 426123 | 2012 GC11              | 19 de setembre de 2006 | Kitt Peak            | Spacewatch        |
| 426124 | 2012 GV14              | 23 de febrer de 1998   | Kitt Peak            | Spacewatch        |
| 426125 | 2012 GQ19              | 22 de setembre de 2009 | Kitt Peak            | Spacewatch        |
| 426126 | 2012 GJ20              | 27 de març de 2012     | Catalina             | CSS               |
| 426127 | 2012 GF23              | 14 d'octubre de 2007   | Mount Lemmon         | Mt. Lemmon Survey |
| 426128 | 2012 GZ23              | 3 de novembre de 2007  | Kitt Peak            | Spacewatch        |
| 426129 | 2012 GR31              | 12 de març de 2002     | Kitt Peak            | Spacewatch        |
| 426130 | 2012 GW32              | 15 d'agost de 2009     | Kitt Peak            | Spacewatch        |
| 426131 | 2012 GZ39              | 31 de març de 2003     | Kitt Peak            | Spacewatch        |
| 426132 | 2012 GN40              | 16 de maig de 2005     | Catalina             | CSS               |
| 426133 | 2012 HP17              | 21 de desembre de 2006 | Kitt Peak            | Spacewatch        |
| 426134 | 2012 HL21              | 20 d'abril de 2012     | Mount Lemmon         | Mt. Lemmon Survey |
| 426135 | 2012 HX22              | 17 d'abril de 2012     | Kitt Peak            | Spacewatch        |
| 426136 | 2012 HD23              | 1 d'abril de 2012      | Mount Lemmon         | Mt. Lemmon Survey |
| 426137 | 2012 HU25              | 24 d'abril de 2003     | Kitt Peak            | Spacewatch        |
| 426138 | 2012 HJ26              | 30 de gener de 2008    | Kitt Peak            | Spacewatch        |
| 426139 | 2012 HU28              | 30 de desembre de 2007 | Kitt Peak            | Spacewatch        |
| 426140 | 2012 HJ29              | 22 d'octubre de 2009   | Mount Lemmon         | Mt. Lemmon Survey |
| 426141 | 2012 HG30              | 3 d'octubre de 2006    | Mount Lemmon         | Mt. Lemmon Survey |
| 426142 | 2012 HH30              | 7 de febrer de 2008    | Kitt Peak            | Spacewatch        |
| 426143 | 2012 HC32              | 19 d'abril de 2012     | Catalina             | CSS               |
| 426144 | 2012 HK33              | 17 d'abril de 2005     | Kitt Peak            | Spacewatch        |
| 426145 | 2012 HD37              | 4 de març de 2008      | Mount Lemmon         | Mt. Lemmon Survey |
| 426146 | 2012 HZ38              | 29 d'abril de 2012     | Mount Lemmon         | Mt. Lemmon Survey |
| 426147 | 2012 HA39              | 6 d'octubre de 2008    | Mount Lemmon         | Mt. Lemmon Survey |
| 426148 | 2012 HT39              | 16 d'abril de 2012     | Catalina             | CSS               |
| 426149 | 2012 HQ40              | 16 d'abril de 2012     | Kitt Peak            | Spacewatch        |
| 426150 | 2012 HG45              | 29 de març de 2012     | Kitt Peak            | Spacewatch        |
| 426151 | 2012 HM46              | 20 de novembre de 2009 | Kitt Peak            | Spacewatch        |
| 426152 | 2012 HA52              | 12 de gener de 2008    | Mount Lemmon         | Mt. Lemmon Survey |
| 426153 | 2012 HU53              | 14 de maig de 2005     | Mount Lemmon         | Mt. Lemmon Survey |
| 426154 | 2012 HA54              | 31 d'octubre de 2005   | Kitt Peak            | Spacewatch        |
| 426155 | 2012 HT56              | 27 de novembre de 2010 | Mount Lemmon         | Mt. Lemmon Survey |
| 426156 | 2012 HC58              | 27 de novembre de 2006 | Mount Lemmon         | Mt. Lemmon Survey |
| 426157 | 2012 HO59              | 10 de març de 2005     | Anderson Mesa        | LONEOS            |
| 426158 | 2012 HQ59              | 16 de novembre de 2009 | Mount Lemmon         | Mt. Lemmon Survey |
| 426159 | 2012 HX64              | 9 de juny de 2005      | Kitt Peak            | Spacewatch        |
| 426160 | 2012 HK71              | 23 d'octubre de 2006   | Kitt Peak            | Spacewatch        |
| 426161 | 2012 HZ72              | 1 d'abril de 2005      | Kitt Peak            | Spacewatch        |
| 426162 | 2012 HK73              | 21 de setembre de 2000 | Anderson Mesa        | LONEOS            |
| 426163 | 2012 HT74              | 19 de novembre de 2006 | Kitt Peak            | Spacewatch        |
| 426164 | 2012 HN77              | 23 d'octubre de 2001   | Kitt Peak            | Spacewatch        |
| 426165 | 2012 HR77              | 6 de març de 2008      | Mount Lemmon         | Mt. Lemmon Survey |
| 426166 | 2012 HW77              | 28 d'octubre de 2006   | Kitt Peak            | Spacewatch        |
| 426167 | 2012 JN                | 1 de novembre de 2010  | Mount Lemmon         | Mt. Lemmon Survey |
| 426168 | 2012 JT1               | 31 de març de 2003     | Kitt Peak            | Spacewatch        |
| 426169 | 2012 JK2               | 10 de gener de 2008    | Mount Lemmon         | Mt. Lemmon Survey |
| 426170 | 2012 JY2               | 10 d'abril de 2005     | Mount Lemmon         | Mt. Lemmon Survey |
| 426171 | 2012 JK3               | 4 de març de 2005      | Catalina             | CSS               |
| 426172 | 2012 JJ4               | 15 de març de 2012     | Mount Lemmon         | Mt. Lemmon Survey |
| 426173 | 2012 JV7               | 20 de gener de 2008    | Kitt Peak            | Spacewatch        |
| 426174 | 2012 JG9               | 12 de febrer de 2004   | Kitt Peak            | Spacewatch        |
| 426175 | 2012 JQ10              | 12 de març de 2008     | Mount Lemmon         | Mt. Lemmon Survey |
| 426176 | 2012 JZ12              | 23 de febrer de 2011   | Catalina             | CSS               |
| 426177 | 2012 JB13              | 21 d'octubre de 2009   | Mount Lemmon         | Mt. Lemmon Survey |
| 426178 | 2012 JT15              | 28 de gener de 2011    | Mount Lemmon         | Mt. Lemmon Survey |
| 426179 | 2012 JK18              | 8 de maig de 2008      | Mount Lemmon         | Mt. Lemmon Survey |
| 426180 | 2012 JX18              | 27 de febrer de 2008   | Mount Lemmon         | Mt. Lemmon Survey |
| 426181 | 2012 JE21              | 27 de gener de 2007    | Kitt Peak            | Spacewatch        |
| 426182 | 2012 JQ23              | 18 de febrer de 2007   | Anderson Mesa        | LONEOS            |
| 426183 | 2012 JO25              | 30 de gener de 2011    | Mount Lemmon         | Mt. Lemmon Survey |
| 426184 | 2012 JP27              | 2 de febrer de 2008    | Kitt Peak            | Spacewatch        |
| 426185 | 2012 JF34              | 28 d'octubre de 2005   | Kitt Peak            | Spacewatch        |
| 426186 | 2012 JS38              | 2 d'octubre de 1995    | Kitt Peak            | Spacewatch        |
| 426187 | 2012 JV41              | 29 d'abril de 2012     | Mount Lemmon         | Mt. Lemmon Survey |
| 426188 | 2012 JJ42              | 11 d'octubre de 2004   | Kitt Peak            | Spacewatch        |
| 426189 | 2012 JP42              | 23 de novembre de 2006 | Kitt Peak            | Spacewatch        |
| 426190 | 2012 JB46              | 21 de novembre de 2006 | Mount Lemmon         | Mt. Lemmon Survey |
| 426191 | 2012 JQ48              | 29 de març de 2012     | Kitt Peak            | Spacewatch        |
| 426192 | 2012 JR50              | 28 de març de 2012     | Kitt Peak            | Spacewatch        |
| 426193 | 2012 JE58              | 17 de novembre de 2009 | Mount Lemmon         | Mt. Lemmon Survey |
| 426194 | 2012 JP63              | 1 de maig de 2012      | Mount Lemmon         | Mt. Lemmon Survey |
| 426195 | 2012 JY66              | 11 de novembre de 2009 | Kitt Peak            | Spacewatch        |
| 426196 | 2012 KQ                | 29 de març de 2012     | Mount Lemmon         | Mt. Lemmon Survey |
| 426197 | 2012 KV1               | 29 de març de 2012     | Kitt Peak            | Spacewatch        |
| 426198 | 2012 KK2               | 10 de febrer de 2007   | Mount Lemmon         | Mt. Lemmon Survey |
| 426199 | 2012 KS2               | 31 d'octubre de 2005   | Mount Lemmon         | Mt. Lemmon Survey |
| 426200 | 2012 KU2               | 10 de gener de 2007    | Mount Lemmon         | Mt. Lemmon Survey |

## 426201-426300
| Nom    | Designació provisional | Data de descobriment   | Lloc de descobriment | Descobridor/s          |
| ------ | ---------------------- | ---------------------- | -------------------- | ---------------------- |
| 426201 | 2012 KN10              | 27 de setembre de 2009 | Mount Lemmon         | Mt. Lemmon Survey      |
| 426202 | 2012 KB12              | 3 de novembre de 2010  | Mount Lemmon         | Mt. Lemmon Survey      |
| 426203 | 2012 KD20              | 19 de maig de 2005     | Mount Lemmon         | Mt. Lemmon Survey      |
| 426204 | 2012 KM23              | 10 de març de 2011     | Mount Lemmon         | Mt. Lemmon Survey      |
| 426205 | 2012 KA25              | 19 d'abril de 2012     | Mount Lemmon         | Mt. Lemmon Survey      |
| 426206 | 2012 KE33              | 14 de maig de 2005     | Mount Lemmon         | Mt. Lemmon Survey      |
| 426207 | 2012 KV33              | 12 de març de 2005     | Socorro              | LINEAR                 |
| 426208 | 2012 KP35              | 20 de maig de 2005     | Mount Lemmon         | Mt. Lemmon Survey      |
| 426209 | 2012 KG39              | 29 de setembre de 2005 | Kitt Peak            | Spacewatch             |
| 426210 | 2012 KM40              | 1 de febrer de 2005    | Kitt Peak            | Spacewatch             |
| 426211 | 2012 KV45              | 31 de gener de 2006    | Mount Lemmon         | Mt. Lemmon Survey      |
| 426212 | 2012 KF46              | 25 de febrer de 2012   | Mount Lemmon         | Mt. Lemmon Survey      |
| 426213 | 2012 KL46              | 26 d'octubre de 2009   | Mount Lemmon         | Mt. Lemmon Survey      |
| 426214 | 2012 KO46              | 25 de febrer de 2006   | Mount Lemmon         | Mt. Lemmon Survey      |
| 426215 | 2012 KY46              | 2 de març de 2008      | XuYi                 | PMO NEO Survey Program |
| 426216 | 2012 KJ49              | 21 de maig de 2012     | Mount Lemmon         | Mt. Lemmon Survey      |
| 426217 | 2012 KM49              | 21 de maig de 2012     | Mount Lemmon         | Mt. Lemmon Survey      |
| 426218 | 2012 KL50              | 31 de maig de 2008     | Mount Lemmon         | Mt. Lemmon Survey      |
| 426219 | 2012 LL6               | 25 de març de 2007     | Mount Lemmon         | Mt. Lemmon Survey      |
| 426220 | 2012 LT8               | 13 de gener de 2005    | Kitt Peak            | Spacewatch             |
| 426221 | 2012 LQ12              | 25 de novembre de 2005 | Kitt Peak            | Spacewatch             |
| 426222 | 2012 LS15              | 8 de maig de 2008      | Mount Lemmon         | Mt. Lemmon Survey      |
| 426223 | 2012 LA18              | 14 d'octubre de 2009   | Mount Lemmon         | Mt. Lemmon Survey      |
| 426224 | 2012 LH24              | 1 de maig de 2003      | Kitt Peak            | Spacewatch             |
| 426225 | 2012 LM24              | 13 de març de 2007     | Kitt Peak            | Spacewatch             |
| 426226 | 2012 LA25              | 20 de juny de 2007     | Kitt Peak            | Spacewatch             |
| 426227 | 2012 MT1               | 28 de març de 2008     | Kitt Peak            | Spacewatch             |
| 426228 | 2012 MC5               | 16 d'octubre de 2009   | Mount Lemmon         | Mt. Lemmon Survey      |
| 426229 | 2012 MW8               | 14 de març de 2007     | Catalina             | CSS                    |
| 426230 | 2012 MA9               | 6 de gener de 2010     | Kitt Peak            | Spacewatch             |
| 426231 | 2012 OS1               | 12 de setembre de 2001 | Socorro              | LINEAR                 |
| 426232 | 2012 OL2               | 18 de maig de 2010     | WISE                 | WISE                   |
| 426233 | 2012 OT2               | 17 de maig de 2012     | Mount Lemmon         | Mt. Lemmon Survey      |
| 426234 | 2012 OZ2               | 25 de maig de 2003     | Kitt Peak            | Spacewatch             |
| 426235 | 2012 OD3               | 13 de maig de 2004     | Kitt Peak            | Spacewatch             |
| 426236 | 2012 PX3               | 20 de novembre de 2007 | Mount Lemmon         | Mt. Lemmon Survey      |
| 426237 | 2012 PX4               | 14 d'octubre de 2007   | Catalina             | CSS                    |
| 426238 | 2012 PR9               | 11 d'octubre de 2007   | Mount Lemmon         | Mt. Lemmon Survey      |
| 426239 | 2012 PD10              | 27 de juny de 2010     | WISE                 | WISE                   |
| 426240 | 2012 PL14              | 30 d'abril de 2011     | Kitt Peak            | Spacewatch             |
| 426241 | 2012 PE16              | 25 de març de 2006     | Kitt Peak            | Spacewatch             |
| 426242 | 2012 PN16              | 26 de febrer de 2007   | Mount Lemmon         | Mt. Lemmon Survey      |
| 426243 | 2012 PE17              | 18 de gener de 2010    | WISE                 | WISE                   |
| 426244 | 2012 PB18              | 5 de juny de 2010      | WISE                 | WISE                   |
| 426245 | 2012 PG20              | 11 de març de 2005     | Kitt Peak            | Spacewatch             |
| 426246 | 2012 PA22              | 28 de maig de 2012     | Mount Lemmon         | Mt. Lemmon Survey      |
| 426247 | 2012 PS27              | 11 de maig de 2007     | Catalina             | CSS                    |
| 426248 | 2012 PJ30              | 14 de novembre de 2001 | Kitt Peak            | Spacewatch             |
| 426249 | 2012 PS33              | 11 de maig de 2010     | WISE                 | WISE                   |
| 426250 | 2012 PT36              | 22 de juliol de 1995   | Kitt Peak            | Spacewatch             |
| 426251 | 2012 PT37              | 20 de setembre de 2001 | Socorro              | LINEAR                 |
| 426252 | 2012 PQ38              | 23 de febrer de 1998   | Kitt Peak            | Spacewatch             |
| 426253 | 2012 PE44              | 19 de setembre de 2001 | Socorro              | LINEAR                 |
| 426254 | 2012 QP                | 18 d'abril de 2010     | WISE                 | WISE                   |
| 426255 | 2012 QU2               | 20 d'abril de 2004     | Kitt Peak            | Spacewatch             |
| 426256 | 2012 QT20              | 19 de març de 2010     | Mount Lemmon         | Mt. Lemmon Survey      |
| 426257 | 2012 QB23              | 22 de febrer de 1998   | Kitt Peak            | Spacewatch             |
| 426258 | 2012 QB25              | 18 de març de 2004     | Socorro              | LINEAR                 |
| 426259 | 2012 QG25              | 14 de febrer de 2010   | Mount Lemmon         | Mt. Lemmon Survey      |
| 426260 | 2012 QG28              | 24 d'agost de 2012     | Kitt Peak            | Spacewatch             |
| 426261 | 2012 QS29              | 28 de setembre de 2008 | Mount Lemmon         | Mt. Lemmon Survey      |
| 426262 | 2012 QO38              | 5 d'abril de 2005      | Mount Lemmon         | Mt. Lemmon Survey      |
| 426263 | 2012 QW38              | 1 de novembre de 2008  | Mount Lemmon         | Mt. Lemmon Survey      |
| 426264 | 2012 QA39              | 19 de setembre de 2003 | Socorro              | LINEAR                 |
| 426265 | 2012 QZ41              | 8 d'octubre de 2007    | Catalina             | CSS                    |
| 426266 | 2012 QB43              | 25 de maig de 2010     | WISE                 | WISE                   |
| 426267 | 2012 QQ51              | 27 de març de 2011     | Mount Lemmon         | Mt. Lemmon Survey      |
| 426268 | 2012 RR5               | 11 d'octubre de 2007   | Kitt Peak            | Spacewatch             |
| 426269 | 2012 RF27              | 10 de març de 2005     | Mount Lemmon         | Mt. Lemmon Survey      |
| 426270 | 2012 RK32              | 6 de setembre de 2008  | Catalina             | CSS                    |
| 426271 | 2012 RY37              | 13 de febrer de 2010   | Kitt Peak            | Spacewatch             |
| 426272 | 2012 RS40              | 12 de novembre de 2005 | Kitt Peak            | Spacewatch             |
| 426273 | 2012 SL4               | 1 d'abril de 2005      | Kitt Peak            | Spacewatch             |
| 426274 | 2012 SD8               | 17 de febrer de 2010   | Kitt Peak            | Spacewatch             |
| 426275 | 2012 SX17              | 21 d'octubre de 2007   | Kitt Peak            | Spacewatch             |
| 426276 | 2012 SL23              | 9 d'octubre de 2007    | Kitt Peak            | Spacewatch             |
| 426277 | 2012 SD31              | 14 de setembre de 2007 | Kitt Peak            | Spacewatch             |
| 426278 | 2012 SB34              | 19 de març de 2010     | Kitt Peak            | Spacewatch             |
| 426279 | 2012 SX52              | 16 de maig de 2005     | Mount Lemmon         | Mt. Lemmon Survey      |
| 426280 | 2012 SL55              | 16 de març de 2004     | Kitt Peak            | Spacewatch             |
| 426281 | 2012 SP61              | 17 de setembre de 2003 | Kitt Peak            | Spacewatch             |
| 426282 | 2012 TU23              | 8 d'octubre de 2007    | Catalina             | CSS                    |
| 426283 | 2012 TK25              | 17 de juny de 2007     | Kitt Peak            | Spacewatch             |
| 426284 | 2012 TJ26              | 15 de febrer de 2010   | Kitt Peak            | Spacewatch             |
| 426285 | 2012 TW31              | 22 de setembre de 1995 | Kitt Peak            | Spacewatch             |
| 426286 | 2012 TL36              | 13 de setembre de 2007 | Mount Lemmon         | Mt. Lemmon Survey      |
| 426287 | 2012 TF41              | 21 de juliol de 2006   | Mount Lemmon         | Mt. Lemmon Survey      |
| 426288 | 2012 TA51              | 19 de setembre de 2001 | Socorro              | LINEAR                 |
| 426289 | 2012 TE52              | 24 de setembre de 2012 | Kitt Peak            | Spacewatch             |
| 426290 | 2012 TC58              | 15 de setembre de 2006 | Kitt Peak            | Spacewatch             |
| 426291 | 2012 TF70              | 19 de setembre de 2001 | Socorro              | LINEAR                 |
| 426292 | 2012 TA74              | 14 d'abril de 2008     | Mount Lemmon         | Mt. Lemmon Survey      |
| 426293 | 2012 TH82              | 11 de març de 2005     | Mount Lemmon         | Mt. Lemmon Survey      |
| 426294 | 2012 TA84              | 11 d'abril de 2005     | Kitt Peak            | Spacewatch             |
| 426295 | 2012 TV90              | 26 de juliol de 1995   | Kitt Peak            | Spacewatch             |
| 426296 | 2012 TB94              | 6 de maig de 2006      | Mount Lemmon         | Mt. Lemmon Survey      |
| 426297 | 2012 TD108             | 17 de març de 2009     | Kitt Peak            | Spacewatch             |
| 426298 | 2012 TH119             | 24 d'octubre de 2008   | Kitt Peak            | Spacewatch             |
| 426299 | 2012 TF128             | 20 d'octubre de 2007   | Mount Lemmon         | Mt. Lemmon Survey      |
| 426300 | 2012 TE131             | 26 de juliol de 2008   | Siding Spring        | Siding Spring Survey   |

## 426301-426400
| Nom    | Designació provisional | Data de descobriment   | Lloc de descobriment | Descobridor/s        |
| ------ | ---------------------- | ---------------------- | -------------------- | -------------------- |
| 426301 | 2012 TM136             | 30 de setembre de 2000 | Kitt Peak            | Spacewatch           |
| 426302 | 2012 TG139             | 16 de gener de 2009    | Kitt Peak            | Spacewatch           |
| 426303 | 2012 TG145             | 13 de setembre de 2007 | Kitt Peak            | Spacewatch           |
| 426304 | 2012 TP162             | 21 de març de 2010     | Mount Lemmon         | Mt. Lemmon Survey    |
| 426305 | 2012 TO163             | 18 de novembre de 2007 | Kitt Peak            | Spacewatch           |
| 426306 | 2012 TB164             | 28 de setembre de 2006 | Kitt Peak            | Spacewatch           |
| 426307 | 2012 TP165             | 10 d'abril de 2005     | Mount Lemmon         | Mt. Lemmon Survey    |
| 426308 | 2012 TE166             | 12 d'octubre de 2007   | Mount Lemmon         | Mt. Lemmon Survey    |
| 426309 | 2012 TA176             | 14 d'abril de 2004     | Kitt Peak            | Spacewatch           |
| 426310 | 2012 TX186             | 20 de desembre de 2007 | Mount Lemmon         | Mt. Lemmon Survey    |
| 426311 | 2012 TT201             | 16 de setembre de 2012 | Kitt Peak            | Spacewatch           |
| 426312 | 2012 TA215             | 21 d'abril de 2004     | Kitt Peak            | Spacewatch           |
| 426313 | 2012 TD224             | 14 de gener de 2010    | WISE                 | WISE                 |
| 426314 | 2012 TD243             | 6 de maig de 2006      | Mount Lemmon         | Mt. Lemmon Survey    |
| 426315 | 2012 TJ259             | 8 de març de 2005      | Mount Lemmon         | Mt. Lemmon Survey    |
| 426316 | 2012 TY264             | 14 de febrer de 2009   | Mount Lemmon         | Mt. Lemmon Survey    |
| 426317 | 2012 TJ271             | 12 d'abril de 2005     | Kitt Peak            | Spacewatch           |
| 426318 | 2012 TC310             | 21 de desembre de 2008 | Mount Lemmon         | Mt. Lemmon Survey    |
| 426319 | 2012 TM315             | 14 de desembre de 2001 | Socorro              | LINEAR               |
| 426320 | 2012 UM2               | 11 de març de 2005     | Kitt Peak            | Spacewatch           |
| 426321 | 2012 UF16              | 8 de novembre de 2008  | Kitt Peak            | Spacewatch           |
| 426322 | 2012 UY34              | 14 d'abril de 2004     | Kitt Peak            | Spacewatch           |
| 426323 | 2012 UG94              | 2 de novembre de 2007  | Mount Lemmon         | Mt. Lemmon Survey    |
| 426324 | 2012 UR94              | 11 de maig de 2007     | Kitt Peak            | Spacewatch           |
| 426325 | 2012 UE128             | 15 de setembre de 2006 | Kitt Peak            | Spacewatch           |
| 426326 | 2012 US137             | 14 de març de 2007     | Kitt Peak            | Spacewatch           |
| 426327 | 2012 UD139             | 19 de setembre de 2006 | Anderson Mesa        | LONEOS               |
| 426328 | 2012 UP139             | 27 d'agost de 2006     | Kitt Peak            | Spacewatch           |
| 426329 | 2012 UJ156             | 8 d'octubre de 1999    | Kitt Peak            | Spacewatch           |
| 426330 | 2012 UG167             | 30 d'abril de 2006     | Kitt Peak            | Spacewatch           |
| 426331 | 2012 UA172             | 25 de febrer de 2006   | Kitt Peak            | Spacewatch           |
| 426332 | 2012 UK176             | 19 de setembre de 2006 | Kitt Peak            | Spacewatch           |
| 426333 | 2012 VG39              | 13 de febrer de 2010   | WISE                 | WISE                 |
| 426334 | 2012 VK45              | 2 d'octubre de 2006    | Catalina             | CSS                  |
| 426335 | 2012 VP57              | 18 d'octubre de 2006   | Kitt Peak            | Spacewatch           |
| 426336 | 2012 VE78              | 7 de novembre de 2007  | Catalina             | CSS                  |
| 426337 | 2012 VV100             | 22 de juliol de 2006   | Mount Lemmon         | Mt. Lemmon Survey    |
| 426338 | 2012 WL1               | 31 de març de 2004     | Kitt Peak            | Spacewatch           |
| 426339 | 2012 WL12              | 16 de desembre de 2007 | Mount Lemmon         | Mt. Lemmon Survey    |
| 426340 | 2013 EB19              | 14 de setembre de 2006 | Catalina             | CSS                  |
| 426341 | 2013 FD16              | 27 d'abril de 2000     | Kitt Peak            | Spacewatch           |
| 426342 | 2013 GG12              | 7 d'abril de 2010      | WISE                 | WISE                 |
| 426343 | 2013 GT91              | 4 de juliol de 2010    | Kitt Peak            | Spacewatch           |
| 426344 | 2013 GZ94              | 3 d'abril de 2013      | Mount Lemmon         | Mt. Lemmon Survey    |
| 426345 | 2013 HA15              | 11 d'abril de 2013     | Catalina             | CSS                  |
| 426346 | 2013 KM2               | 5 de juliol de 1995    | Kitt Peak            | Spacewatch           |
| 426347 | 2013 KO2               | 17 de setembre de 2009 | Catalina             | CSS                  |
| 426348 | 2013 KA4               | 26 d'agost de 2009     | Catalina             | CSS                  |
| 426349 | 2013 KG15              | 2 de gener de 2012     | Mount Lemmon         | Mt. Lemmon Survey    |
| 426350 | 2013 LR5               | 21 de novembre de 2006 | Mount Lemmon         | Mt. Lemmon Survey    |
| 426351 | 2013 LX19              | 12 de setembre de 2007 | Catalina             | CSS                  |
| 426352 | 2013 LX23              | 8 d'octubre de 2007    | Anderson Mesa        | LONEOS               |
| 426353 | 2013 LW31              | 16 de setembre de 2009 | Catalina             | CSS                  |
| 426354 | 2013 LY32              | 20 de maig de 2010     | Mount Lemmon         | Mt. Lemmon Survey    |
| 426355 | 2013 MA4               | 23 de setembre de 2008 | Catalina             | CSS                  |
| 426356 | 2013 MD5               | 18 d'abril de 2010     | WISE                 | WISE                 |
| 426357 | 2013 NW3               | 25 de novembre de 2005 | Mount Lemmon         | Mt. Lemmon Survey    |
| 426358 | 2013 NW6               | 16 de novembre de 2009 | Mount Lemmon         | Mt. Lemmon Survey    |
| 426359 | 2013 NS7               | 31 de maig de 2006     | Mount Lemmon         | Mt. Lemmon Survey    |
| 426360 | 2013 NS9               | 26 de novembre de 2003 | Kitt Peak            | Spacewatch           |
| 426361 | 2013 NA11              | 11 de juliol de 2004   | Socorro              | LINEAR               |
| 426362 | 2013 ND11              | 19 d'octubre de 2003   | Kitt Peak            | Spacewatch           |
| 426363 | 2013 NM14              | 28 d'agost de 2006     | Catalina             | CSS                  |
| 426364 | 2013 NK16              | 19 de setembre de 2003 | Campo Imperatore     | CINEOS               |
| 426365 | 2013 NV19              | 21 de novembre de 2006 | Mount Lemmon         | Mt. Lemmon Survey    |
| 426366 | 2013 NQ21              | 7 de juliol de 2013    | Siding Spring        | Siding Spring Survey |
| 426367 | 2013 NX22              | 6 de març de 2008      | Mount Lemmon         | Mt. Lemmon Survey    |
| 426368 | 2013 ND23              | 22 de desembre de 2003 | Kitt Peak            | Spacewatch           |
| 426369 | 2013 OP4               | 26 d'octubre de 2005   | Kitt Peak            | Spacewatch           |
| 426370 | 2013 OE5               | 10 de setembre de 2010 | Mount Lemmon         | Mt. Lemmon Survey    |
| 426371 | 2013 ON8               | 8 de novembre de 2010  | Mount Lemmon         | Mt. Lemmon Survey    |
| 426372 | 2013 OP8               | 6 de gener de 2010     | Catalina             | CSS                  |
| 426373 | 2013 OT9               | 13 de juliol de 1999   | Socorro              | LINEAR               |
| 426374 | 2013 PJ                | 23 de febrer de 2012   | Catalina             | CSS                  |
| 426375 | 2013 PH1               | 27 d'octubre de 2006   | Mount Lemmon         | Mt. Lemmon Survey    |
| 426376 | 2013 PS2               | 15 de juny de 2013     | Mount Lemmon         | Mt. Lemmon Survey    |
| 426377 | 2013 PU7               | 23 de setembre de 2009 | Catalina             | CSS                  |
| 426378 | 2013 PJ9               | 31 de gener de 2009    | Mount Lemmon         | Mt. Lemmon Survey    |
| 426379 | 2013 PW15              | 9 d'agost de 2004      | Socorro              | LINEAR               |
| 426380 | 2013 PF16              | 18 de març de 2010     | WISE                 | WISE                 |
| 426381 | 2013 PG16              | 14 d'octubre de 2010   | Mount Lemmon         | Mt. Lemmon Survey    |
| 426382 | 2013 PM17              | 17 de setembre de 1998 | Kitt Peak            | Spacewatch           |
| 426383 | 2013 PC19              | 28 de juliol de 2009   | Kitt Peak            | Spacewatch           |
| 426384 | 2013 PH19              | 2 d'agost de 2000      | Socorro              | LINEAR               |
| 426385 | 2013 PF20              | 9 d'agost de 2013      | Kitt Peak            | Spacewatch           |
| 426386 | 2013 PC21              | 21 de setembre de 2004 | Anderson Mesa        | LONEOS               |
| 426387 | 2013 PR21              | 17 de setembre de 2003 | Kitt Peak            | Spacewatch           |
| 426388 | 2013 PG24              | 20 de març de 2007     | Mount Lemmon         | Mt. Lemmon Survey    |
| 426389 | 2013 PK24              | 10 de març de 2008     | Kitt Peak            | Spacewatch           |
| 426390 | 2013 PV25              | 3 de desembre de 2010  | Mount Lemmon         | Mt. Lemmon Survey    |
| 426391 | 2013 PL26              | 18 de novembre de 2009 | Kitt Peak            | Spacewatch           |
| 426392 | 2013 PW26              | 6 de desembre de 2010  | Mount Lemmon         | Mt. Lemmon Survey    |
| 426393 | 2013 PA31              | 26 d'agost de 2000     | Socorro              | LINEAR               |
| 426394 | 2013 PJ32              | 19 de maig de 2012     | Mount Lemmon         | Mt. Lemmon Survey    |
| 426395 | 2013 PN32              | 21 d'agost de 2006     | Kitt Peak            | Spacewatch           |
| 426396 | 2013 PW32              | 1 de març de 2011      | Mount Lemmon         | Mt. Lemmon Survey    |
| 426397 | 2013 PR34              | 14 de febrer de 2005   | Kitt Peak            | Spacewatch           |
| 426398 | 2013 PH40              | 9 de novembre de 2009  | Kitt Peak            | Spacewatch           |
| 426399 | 2013 PL41              | 7 de setembre de 2008  | Mount Lemmon         | Mt. Lemmon Survey    |
| 426400 | 2013 PE49              | 7 d'agost de 2004      | Campo Imperatore     | CINEOS               |

## 426401-426500
| Nom    | Designació provisional | Data de descobriment   | Lloc de descobriment | Descobridor/s        |
| ------ | ---------------------- | ---------------------- | -------------------- | -------------------- |
| 426401 | 2013 PX49              | 18 de setembre de 2010 | Mount Lemmon         | Mt. Lemmon Survey    |
| 426402 | 2013 PC51              | 8 d'abril de 2008      | Kitt Peak            | Spacewatch           |
| 426403 | 2013 PR54              | 3 de maig de 2009      | Kitt Peak            | Spacewatch           |
| 426404 | 2013 PF62              | 22 de setembre de 2009 | Catalina             | CSS                  |
| 426405 | 2013 PA64              | 29 d'agost de 2006     | Kitt Peak            | Spacewatch           |
| 426406 | 2013 PB66              | 8 de novembre de 2009  | Mount Lemmon         | Mt. Lemmon Survey    |
| 426407 | 2013 PL69              | 3 de març de 2008      | Mount Lemmon         | Mt. Lemmon Survey    |
| 426408 | 2013 PO69              | 14 de desembre de 2010 | Mount Lemmon         | Mt. Lemmon Survey    |
| 426409 | 2013 PH71              | 24 de juny de 2009     | Kitt Peak            | Spacewatch           |
| 426410 | 2013 PS71              | 11 d'octubre de 2005   | Anderson Mesa        | LONEOS               |
| 426411 | 2013 PC72              | 15 de maig de 2005     | Mount Lemmon         | Mt. Lemmon Survey    |
| 426412 | 2013 PP72              | 27 de novembre de 2009 | Mount Lemmon         | Mt. Lemmon Survey    |
| 426413 | 2013 QL2               | 16 de setembre de 2010 | Kitt Peak            | Spacewatch           |
| 426414 | 2013 QS3               | 28 d'agost de 2006     | Kitt Peak            | Spacewatch           |
| 426415 | 2013 QX3               | 6 de desembre de 2010  | Mount Lemmon         | Mt. Lemmon Survey    |
| 426416 | 2013 QY3               | 28 de juliol de 2009   | Kitt Peak            | Spacewatch           |
| 426417 | 2013 QB9               | 16 de setembre de 2003 | Kitt Peak            | Spacewatch           |
| 426418 | 2013 QG9               | 2 de novembre de 2006  | Mount Lemmon         | Mt. Lemmon Survey    |
| 426419 | 2013 QY13              | 10 d'abril de 2003     | Kitt Peak            | Spacewatch           |
| 426420 | 2013 QO14              | 21 de febrer de 2007   | Mount Lemmon         | Mt. Lemmon Survey    |
| 426421 | 2013 QP14              | 2 d'abril de 2005      | Mount Lemmon         | Mt. Lemmon Survey    |
| 426422 | 2013 QW14              | 25 de novembre de 2009 | Kitt Peak            | Spacewatch           |
| 426423 | 2013 QU15              | 1 de juny de 2009      | Mount Lemmon         | Mt. Lemmon Survey    |
| 426424 | 2013 QG16              | 19 de setembre de 2003 | Kitt Peak            | Spacewatch           |
| 426425 | 2013 QR16              | 7 de juny de 2008      | Siding Spring        | Siding Spring Survey |
| 426426 | 2013 QC19              | 28 de setembre de 2009 | Mount Lemmon         | Mt. Lemmon Survey    |
| 426427 | 2013 QV23              | 26 d'octubre de 2009   | Mount Lemmon         | Mt. Lemmon Survey    |
| 426428 | 2013 QV26              | 15 de març de 2012     | Kitt Peak            | Spacewatch           |
| 426429 | 2013 QT29              | 30 de gener de 2006    | Kitt Peak            | Spacewatch           |
| 426430 | 2013 QA30              | 7 de novembre de 2010  | Mount Lemmon         | Mt. Lemmon Survey    |
| 426431 | 2013 QD32              | 31 de gener de 2006    | Kitt Peak            | Spacewatch           |
| 426432 | 2013 QP32              | 18 de setembre de 2009 | Catalina             | CSS                  |
| 426433 | 2013 QS34              | 13 de novembre de 2010 | Mount Lemmon         | Mt. Lemmon Survey    |
| 426434 | 2013 QH35              | 14 de març de 2011     | Mount Lemmon         | Mt. Lemmon Survey    |
| 426435 | 2013 QV35              | 11 de novembre de 2009 | Kitt Peak            | Spacewatch           |
| 426436 | 2013 QN36              | 10 de setembre de 2004 | Kitt Peak            | Spacewatch           |
| 426437 | 2013 QK39              | 25 d'agost de 2004     | Kitt Peak            | Spacewatch           |
| 426438 | 2013 QM39              | 19 de novembre de 2006 | Kitt Peak            | Spacewatch           |
| 426439 | 2013 QV39              | 29 de setembre de 2005 | Catalina             | CSS                  |
| 426440 | 2013 QF40              | 3 de setembre de 2008  | Kitt Peak            | Spacewatch           |
| 426441 | 2013 QN43              | 26 de febrer de 2008   | Kitt Peak            | Spacewatch           |
| 426442 | 2013 QG46              | 24 d'octubre de 2009   | Kitt Peak            | Spacewatch           |
| 426443 | 2013 QK46              | 9 d'abril de 2010      | WISE                 | WISE                 |
| 426444 | 2013 QT48              | 25 de març de 2008     | Kitt Peak            | Spacewatch           |
| 426445 | 2013 QV54              | 13 de gener de 2005    | Kitt Peak            | Spacewatch           |
| 426446 | 2013 QR56              | 12 de maig de 2012     | Mount Lemmon         | Mt. Lemmon Survey    |
| 426447 | 2013 QF57              | 18 de setembre de 2006 | Kitt Peak            | Spacewatch           |
| 426448 | 2013 QK57              | 2 d'octubre de 2006    | Mount Lemmon         | Mt. Lemmon Survey    |
| 426449 | 2013 QE59              | 4 de març de 2011      | Mount Lemmon         | Mt. Lemmon Survey    |
| 426450 | 2013 QX59              | 1 d'abril de 1995      | Kitt Peak            | Spacewatch           |
| 426451 | 2013 QR61              | 27 d'agost de 2009     | Catalina             | CSS                  |
| 426452 | 2013 QS63              | 27 de desembre de 2006 | Mount Lemmon         | Mt. Lemmon Survey    |
| 426453 | 2013 QW64              | 26 d'octubre de 2005   | Kitt Peak            | Spacewatch           |
| 426454 | 2013 QZ64              | 16 de novembre de 1999 | Kitt Peak            | Spacewatch           |
| 426455 | 2013 QH66              | 22 de novembre de 2006 | Catalina             | CSS                  |
| 426456 | 2013 QE68              | 14 de setembre de 2009 | Catalina             | CSS                  |
| 426457 | 2013 QR70              | 17 d'octubre de 2009   | Catalina             | CSS                  |
| 426458 | 2013 QE72              | 28 d'agost de 2006     | Anderson Mesa        | LONEOS               |
| 426459 | 2013 QM72              | 10 de novembre de 2009 | Kitt Peak            | Spacewatch           |
| 426460 | 2013 QC73              | 30 de gener de 2008    | Kitt Peak            | Spacewatch           |
| 426461 | 2013 QS73              | 17 de gener de 2005    | Kitt Peak            | Spacewatch           |
| 426462 | 2013 QU73              | 19 d'abril de 2012     | Mount Lemmon         | Mt. Lemmon Survey    |
| 426463 | 2013 QG75              | 9 de gener de 2006     | Kitt Peak            | Spacewatch           |
| 426464 | 2013 QW77              | 9 de novembre de 2009  | Kitt Peak            | Spacewatch           |
| 426465 | 2013 QO82              | 28 de gener de 2011    | Mount Lemmon         | Mt. Lemmon Survey    |
| 426466 | 2013 QW82              | 5 d'agost de 2005      | Siding Spring        | Siding Spring Survey |
| 426467 | 2013 QJ83              | 2 d'octubre de 2000    | Socorro              | LINEAR               |
| 426468 | 2013 QO83              | 25 de maig de 2006     | Kitt Peak            | Spacewatch           |
| 426469 | 2013 QO84              | 29 de setembre de 2009 | Mount Lemmon         | Mt. Lemmon Survey    |
| 426470 | 2013 QP84              | 27 de març de 2008     | Mount Lemmon         | Mt. Lemmon Survey    |
| 426471 | 2013 QA93              | 21 de setembre de 2009 | Kitt Peak            | Spacewatch           |
| 426472 | 2013 QB93              | 13 de març de 2008     | Kitt Peak            | Spacewatch           |
| 426473 | 2013 QS93              | 8 de maig de 2006      | Mount Lemmon         | Mt. Lemmon Survey    |
| 426474 | 2013 RK                | 30 d'octubre de 2009   | Mount Lemmon         | Mt. Lemmon Survey    |
| 426475 | 2013 RW                | 26 d'octubre de 2009   | Kitt Peak            | Spacewatch           |
| 426476 | 2013 RV2               | 7 de setembre de 2008  | Mount Lemmon         | Mt. Lemmon Survey    |
| 426477 | 2013 RH5               | 24 d'octubre de 2009   | Kitt Peak            | Spacewatch           |
| 426478 | 2013 RW6               | 30 de novembre de 2005 | Kitt Peak            | Spacewatch           |
| 426479 | 2013 RE7               | 21 d'octubre de 2007   | Mount Lemmon         | Mt. Lemmon Survey    |
| 426480 | 2013 RG16              | 30 de gener de 2006    | Kitt Peak            | Spacewatch           |
| 426481 | 2013 RY16              | 30 d'octubre de 1999   | Socorro              | LINEAR               |
| 426482 | 2013 RH17              | 6 de desembre de 2005  | Kitt Peak            | Spacewatch           |
| 426483 | 2013 RK17              | 27 d'octubre de 2005   | Catalina             | CSS                  |
| 426484 | 2013 RW17              | 17 de gener de 2007    | Kitt Peak            | Spacewatch           |
| 426485 | 2013 RU18              | 30 de setembre de 2006 | Mount Lemmon         | Mt. Lemmon Survey    |
| 426486 | 2013 RB20              | 6 de desembre de 1996  | Kitt Peak            | Spacewatch           |
| 426487 | 2013 RA22              | 15 de novembre de 1995 | Kitt Peak            | Spacewatch           |
| 426488 | 2013 RB23              | 2 de març de 2006      | Kitt Peak            | Spacewatch           |
| 426489 | 2013 RW23              | 21 d'agost de 2008     | Kitt Peak            | Spacewatch           |
| 426490 | 2013 RB24              | 25 de setembre de 2008 | Kitt Peak            | Spacewatch           |
| 426491 | 2013 RH25              | 11 d'abril de 2005     | Mount Lemmon         | Mt. Lemmon Survey    |
| 426492 | 2013 RM25              | 19 de setembre de 2007 | Mount Lemmon         | Mt. Lemmon Survey    |
| 426493 | 2013 RG29              | 2 de març de 2011      | Kitt Peak            | Spacewatch           |
| 426494 | 2013 RN31              | 8 de novembre de 2009  | Catalina             | CSS                  |
| 426495 | 2013 RY31              | 17 de novembre de 2009 | Mount Lemmon         | Mt. Lemmon Survey    |
| 426496 | 2013 RS32              | 30 de juliol de 2009   | Catalina             | CSS                  |
| 426497 | 2013 RJ33              | 3 d'octubre de 2006    | Mount Lemmon         | Mt. Lemmon Survey    |
| 426498 | 2013 RK33              | 14 de juny de 2005     | Mount Lemmon         | Mt. Lemmon Survey    |
| 426499 | 2013 RB34              | 7 de febrer de 2002    | Kitt Peak            | Spacewatch           |
| 426500 | 2013 RE35              | 12 d'octubre de 1999   | Socorro              | LINEAR               |

## 426501-426600
| Nom    | Designació provisional | Data de descobriment   | Lloc de descobriment | Descobridor/s        |
| ------ | ---------------------- | ---------------------- | -------------------- | -------------------- |
| 426501 | 2013 RJ35              | 1 d'abril de 2008      | Kitt Peak            | Spacewatch           |
| 426502 | 2013 RS35              | 27 d'octubre de 2008   | Mount Lemmon         | Mt. Lemmon Survey    |
| 426503 | 2013 RU35              | 14 de maig de 2012     | Mount Lemmon         | Mt. Lemmon Survey    |
| 426504 | 2013 RO37              | 10 de març de 2011     | Kitt Peak            | Spacewatch           |
| 426505 | 2013 RP37              | 10 d'octubre de 2005   | Kitt Peak            | Spacewatch           |
| 426506 | 2013 RT37              | 22 de setembre de 2008 | Mount Lemmon         | Mt. Lemmon Survey    |
| 426507 | 2013 RX38              | 4 d'octubre de 2007    | Mount Lemmon         | Mt. Lemmon Survey    |
| 426508 | 2013 RE39              | 30 d'octubre de 2008   | Kitt Peak            | Spacewatch           |
| 426509 | 2013 RS39              | 1 de març de 2011      | Mount Lemmon         | Mt. Lemmon Survey    |
| 426510 | 2013 RH41              | 8 de febrer de 2008    | Kitt Peak            | Spacewatch           |
| 426511 | 2013 RR41              | 23 d'octubre de 2009   | Mount Lemmon         | Mt. Lemmon Survey    |
| 426512 | 2013 RV41              | 27 de març de 2009     | Mount Lemmon         | Mt. Lemmon Survey    |
| 426513 | 2013 RZ43              | 28 de març de 2010     | WISE                 | WISE                 |
| 426514 | 2013 RU44              | 29 de setembre de 2009 | Mount Lemmon         | Mt. Lemmon Survey    |
| 426515 | 2013 RW44              | 6 de setembre de 2003  | Campo Imperatore     | CINEOS               |
| 426516 | 2013 RK46              | 25 de desembre de 2005 | Kitt Peak            | Spacewatch           |
| 426517 | 2013 RL46              | 26 de setembre de 2008 | Kitt Peak            | Spacewatch           |
| 426518 | 2013 RM46              | 31 d'agost de 2005     | Kitt Peak            | Spacewatch           |
| 426519 | 2013 RN46              | 26 d'octubre de 2009   | Mount Lemmon         | Mt. Lemmon Survey    |
| 426520 | 2013 RK47              | 25 de desembre de 2010 | Mount Lemmon         | Mt. Lemmon Survey    |
| 426521 | 2013 RQ48              | 28 de gener de 2004    | Kitt Peak            | Spacewatch           |
| 426522 | 2013 RG49              | 28 de gener de 2011    | Mount Lemmon         | Mt. Lemmon Survey    |
| 426523 | 2013 RO49              | 1 d'octubre de 2005    | Catalina             | CSS                  |
| 426524 | 2013 RH52              | 26 d'octubre de 2009   | Mount Lemmon         | Mt. Lemmon Survey    |
| 426525 | 2013 RT52              | 9 d'agost de 2013      | Kitt Peak            | Spacewatch           |
| 426526 | 2013 RX53              | 30 de setembre de 2006 | Catalina             | CSS                  |
| 426527 | 2013 RO56              | 9 de desembre de 2001  | Socorro              | LINEAR               |
| 426528 | 2013 RZ56              | 12 d'abril de 2010     | WISE                 | WISE                 |
| 426529 | 2013 RX58              | 11 de març de 2005     | Mount Lemmon         | Mt. Lemmon Survey    |
| 426530 | 2013 RY60              | 13 d'agost de 2007     | Socorro              | LINEAR               |
| 426531 | 2013 RU63              | 17 d'octubre de 1995   | Kitt Peak            | Spacewatch           |
| 426532 | 2013 RY64              | 9 de setembre de 2008  | Catalina             | CSS                  |
| 426533 | 2013 RS66              | 29 de setembre de 2005 | Kitt Peak            | Spacewatch           |
| 426534 | 2013 RV67              | 24 de setembre de 2000 | Anderson Mesa        | LONEOS               |
| 426535 | 2013 RT70              | 20 de novembre de 2003 | Socorro              | LINEAR               |
| 426536 | 2013 RW70              | 25 de febrer de 2007   | Kitt Peak            | Spacewatch           |
| 426537 | 2013 RM71              | 27 de desembre de 2005 | Kitt Peak            | Spacewatch           |
| 426538 | 2013 RC77              | 30 d'octubre de 2005   | Mount Lemmon         | Mt. Lemmon Survey    |
| 426539 | 2013 RL79              | 15 de setembre de 2004 | Kitt Peak            | Spacewatch           |
| 426540 | 2013 RV79              | 11 d'octubre de 2004   | Kitt Peak            | Spacewatch           |
| 426541 | 2013 RX81              | 23 de març de 2012     | Mount Lemmon         | Mt. Lemmon Survey    |
| 426542 | 2013 RZ81              | 14 de març de 2007     | Mount Lemmon         | Mt. Lemmon Survey    |
| 426543 | 2013 RH82              | 3 de març de 2005      | Kitt Peak            | Spacewatch           |
| 426544 | 2013 RZ83              | 10 de setembre de 2007 | Kitt Peak            | Spacewatch           |
| 426545 | 2013 RL84              | 25 de novembre de 2005 | Mount Lemmon         | Mt. Lemmon Survey    |
| 426546 | 2013 RN84              | 17 d'octubre de 2003   | Kitt Peak            | Spacewatch           |
| 426547 | 2013 RS84              | 7 de febrer de 2011    | Mount Lemmon         | Mt. Lemmon Survey    |
| 426548 | 2013 RT84              | 9 de novembre de 2004  | Catalina             | CSS                  |
| 426549 | 2013 RW84              | 16 de març de 2007     | Kitt Peak            | Spacewatch           |
| 426550 | 2013 RC87              | 23 d'abril de 2010     | WISE                 | WISE                 |
| 426551 | 2013 RE87              | 14 de març de 2007     | Mount Lemmon         | Mt. Lemmon Survey    |
| 426552 | 2013 RH87              | 12 de març de 2007     | Catalina             | CSS                  |
| 426553 | 2013 RY87              | 1 d'abril de 2011      | Mount Lemmon         | Mt. Lemmon Survey    |
| 426554 | 2013 RR88              | 31 de gener de 2006    | Kitt Peak            | Spacewatch           |
| 426555 | 2013 RU88              | 3 d'abril de 2009      | Mount Lemmon         | Mt. Lemmon Survey    |
| 426556 | 2013 RR89              | 8 de gener de 2006     | Mount Lemmon         | Mt. Lemmon Survey    |
| 426557 | 2013 RV89              | 24 de juliol de 2000   | Kitt Peak            | Spacewatch           |
| 426558 | 2013 RV91              | 13 de maig de 2008     | Siding Spring        | Siding Spring Survey |
| 426559 | 2013 RU92              | 15 d'octubre de 1995   | Kitt Peak            | Spacewatch           |
| 426560 | 2013 RD93              | 29 de juliol de 2008   | Kitt Peak            | Spacewatch           |
| 426561 | 2013 RV93              | 16 de setembre de 2003 | Kitt Peak            | Spacewatch           |
| 426562 | 2013 RL94              | 28 de desembre de 2003 | Kitt Peak            | Spacewatch           |
| 426563 | 2013 RD97              | 14 de setembre de 2009 | Catalina             | CSS                  |
| 426564 | 2013 RF97              | 4 de novembre de 2004  | Catalina             | CSS                  |
| 426565 | 2013 RJ97              | 8 de març de 2005      | Kitt Peak            | Spacewatch           |
| 426566 | 2013 RL97              | 13 de març de 2011     | Kitt Peak            | Spacewatch           |
| 426567 | 2013 RU97              | 5 d'agost de 2003      | Kitt Peak            | Spacewatch           |
| 426568 | 2013 SG                | 26 de desembre de 2006 | Kitt Peak            | Spacewatch           |
| 426569 | 2013 SL8               | 17 de setembre de 2006 | Catalina             | CSS                  |
| 426570 | 2013 SK11              | 16 de març de 2007     | Mount Lemmon         | Mt. Lemmon Survey    |
| 426571 | 2013 SA14              | 15 de setembre de 2009 | Kitt Peak            | Spacewatch           |
| 426572 | 2013 SA15              | 18 de setembre de 2009 | Kitt Peak            | Spacewatch           |
| 426573 | 2013 SD16              | 2 de maig de 2006      | Mount Lemmon         | Mt. Lemmon Survey    |
| 426574 | 2013 SF17              | 20 de setembre de 2009 | Kitt Peak            | Spacewatch           |
| 426575 | 2013 SS17              | 26 d'octubre de 2009   | Mount Lemmon         | Mt. Lemmon Survey    |
| 426576 | 2013 SA19              | 20 de març de 2007     | Mount Lemmon         | Mt. Lemmon Survey    |
| 426577 | 2013 SL22              | 15 d'abril de 2007     | Kitt Peak            | Spacewatch           |
| 426578 | 2013 SO23              | 8 de setembre de 2004  | Socorro              | LINEAR               |
| 426579 | 2013 SX23              | 1 d'octubre de 2009    | Mount Lemmon         | Mt. Lemmon Survey    |
| 426580 | 2013 SC24              | 2 d'abril de 2006      | Kitt Peak            | Spacewatch           |
| 426581 | 2013 SH26              | 4 de febrer de 2006    | Kitt Peak            | Spacewatch           |
| 426582 | 2013 SV26              | 19 de setembre de 2009 | Kitt Peak            | Spacewatch           |
| 426583 | 2013 SV27              | 20 de desembre de 2009 | Kitt Peak            | Spacewatch           |
| 426584 | 2013 SA28              | 22 de febrer de 2004   | Kitt Peak            | Spacewatch           |
| 426585 | 2013 SS28              | 5 de març de 2008      | Kitt Peak            | Spacewatch           |
| 426586 | 2013 SU28              | 14 de febrer de 2010   | Kitt Peak            | Spacewatch           |
| 426587 | 2013 SV28              | 18 de setembre de 2007 | Anderson Mesa        | LONEOS               |
| 426588 | 2013 SD29              | 4 de desembre de 2007  | Kitt Peak            | Spacewatch           |
| 426589 | 2013 SR29              | 19 de novembre de 2008 | Kitt Peak            | Spacewatch           |
| 426590 | 2013 SB30              | 20 de març de 2007     | Kitt Peak            | Spacewatch           |
| 426591 | 2013 SC31              | 22 de febrer de 2012   | Kitt Peak            | Spacewatch           |
| 426592 | 2013 SS31              | 26 de març de 2006     | Kitt Peak            | Spacewatch           |
| 426593 | 2013 SP33              | 26 de març de 2004     | Kitt Peak            | Spacewatch           |
| 426594 | 2013 SS33              | 6 de febrer de 2006    | Kitt Peak            | Spacewatch           |
| 426595 | 2013 SG34              | 15 de setembre de 2004 | Kitt Peak            | Spacewatch           |
| 426596 | 2013 SQ34              | 2 de març de 2011      | Mount Lemmon         | Mt. Lemmon Survey    |
| 426597 | 2013 SJ36              | 2 de febrer de 2008    | Kitt Peak            | Spacewatch           |
| 426598 | 2013 SO36              | 13 de març de 1997     | Kitt Peak            | Spacewatch           |
| 426599 | 2013 SW37              | 26 de gener de 2006    | Mount Lemmon         | Mt. Lemmon Survey    |
| 426600 | 2013 SK38              | 20 de novembre de 2009 | Mount Lemmon         | Mt. Lemmon Survey    |

## 426601-426700
| Nom    | Designació provisional | Data de descobriment   | Lloc de descobriment | Descobridor/s        |
| ------ | ---------------------- | ---------------------- | -------------------- | -------------------- |
| 426601 | 2013 SN38              | 1 d'octubre de 2005    | Kitt Peak            | Spacewatch           |
| 426602 | 2013 SV38              | 25 de febrer de 2011   | Kitt Peak            | Spacewatch           |
| 426603 | 2013 SA39              | 20 de novembre de 2008 | Kitt Peak            | Spacewatch           |
| 426604 | 2013 SL40              | 24 de juliol de 2000   | Kitt Peak            | Spacewatch           |
| 426605 | 2013 SW40              | 23 de setembre de 2004 | Kitt Peak            | Spacewatch           |
| 426606 | 2013 SF41              | 19 de febrer de 2004   | Socorro              | LINEAR               |
| 426607 | 2013 SD43              | 17 d'octubre de 1995   | Kitt Peak            | Spacewatch           |
| 426608 | 2013 SS43              | 18 de juliol de 2009   | Siding Spring        | Siding Spring Survey |
| 426609 | 2013 SE44              | 12 de setembre de 2007 | Kitt Peak            | Spacewatch           |
| 426610 | 2013 SF44              | 9 de novembre de 2009  | Catalina             | CSS                  |
| 426611 | 2013 SQ46              | 9 de novembre de 2007  | Mount Lemmon         | Mt. Lemmon Survey    |
| 426612 | 2013 SY46              | 7 de desembre de 2005  | Kitt Peak            | Spacewatch           |
| 426613 | 2013 SR49              | 15 d'octubre de 2004   | Mount Lemmon         | Mt. Lemmon Survey    |
| 426614 | 2013 SU50              | 4 d'octubre de 2002    | Campo Imperatore     | CINEOS               |
| 426615 | 2013 SZ52              | 11 de maig de 1996     | Kitt Peak            | Spacewatch           |
| 426616 | 2013 SH53              | 30 d'agost de 2005     | Kitt Peak            | Spacewatch           |
| 426617 | 2013 SV54              | 4 de març de 2005      | Mount Lemmon         | Mt. Lemmon Survey    |
| 426618 | 2013 SG55              | 17 de novembre de 2009 | Kitt Peak            | Spacewatch           |
| 426619 | 2013 SL55              | 28 de gener de 2004    | Kitt Peak            | Spacewatch           |
| 426620 | 2013 SE57              | 11 de març de 2008     | Kitt Peak            | Spacewatch           |
| 426621 | 2013 SP58              | 16 de març de 2005     | Catalina             | CSS                  |
| 426622 | 2013 SW58              | 23 d'octubre de 2009   | Kitt Peak            | Spacewatch           |
| 426623 | 2013 SV59              | 27 de gener de 2011    | Kitt Peak            | Spacewatch           |
| 426624 | 2013 SA60              | 25 de febrer de 2011   | Mount Lemmon         | Mt. Lemmon Survey    |
| 426625 | 2013 SJ60              | 19 de setembre de 2003 | Socorro              | LINEAR               |
| 426626 | 2013 SR60              | 24 de setembre de 2000 | Socorro              | LINEAR               |
| 426627 | 2013 SW61              | 25 de febrer de 2006   | Mount Lemmon         | Mt. Lemmon Survey    |
| 426628 | 2013 SM62              | 21 d'octubre de 2008   | Kitt Peak            | Spacewatch           |
| 426629 | 2013 SX62              | 20 d'abril de 2009     | Kitt Peak            | Spacewatch           |
| 426630 | 2013 SU63              | 27 de febrer de 2008   | Mount Lemmon         | Mt. Lemmon Survey    |
| 426631 | 2013 SC64              | 27 d'agost de 2006     | Anderson Mesa        | LONEOS               |
| 426632 | 2013 SR64              | 17 de setembre de 2009 | Mount Lemmon         | Mt. Lemmon Survey    |
| 426633 | 2013 SO66              | 5 de juliol de 2005    | Siding Spring        | Siding Spring Survey |
| 426634 | 2013 SZ66              | 29 d'agost de 2006     | Kitt Peak            | Spacewatch           |
| 426635 | 2013 SM67              | 19 de gener de 2008    | Mount Lemmon         | Mt. Lemmon Survey    |
| 426636 | 2013 ST67              | 25 de novembre de 2005 | Catalina             | CSS                  |
| 426637 | 2013 SG68              | 26 de març de 2007     | Kitt Peak            | Spacewatch           |
| 426638 | 2013 SJ70              | 1 de novembre de 2005  | Kitt Peak            | Spacewatch           |
| 426639 | 2013 SE71              | 21 de setembre de 2000 | Anderson Mesa        | LONEOS               |
| 426640 | 2013 SW71              | 28 de març de 2011     | Mount Lemmon         | Mt. Lemmon Survey    |
| 426641 | 2013 SA72              | 20 de gener de 2008    | Kitt Peak            | Spacewatch           |
| 426642 | 2013 SG72              | 24 de febrer de 2006   | Kitt Peak            | Spacewatch           |
| 426643 | 2013 SZ72              | 17 de novembre de 2009 | Catalina             | CSS                  |
| 426644 | 2013 SE75              | 28 de setembre de 2006 | Kitt Peak            | Spacewatch           |
| 426645 | 2013 SJ75              | 10 de març de 2007     | Kitt Peak            | Spacewatch           |
| 426646 | 2013 SX75              | 16 d'agost de 2002     | Kitt Peak            | Spacewatch           |
| 426647 | 2013 SB76              | 29 de setembre de 1995 | Kitt Peak            | Spacewatch           |
| 426648 | 2013 SV78              | 2 de febrer de 2006    | Mount Lemmon         | Mt. Lemmon Survey    |
| 426649 | 2013 SD79              | 14 de gener de 2008    | Kitt Peak            | Spacewatch           |
| 426650 | 2013 SR79              | 15 d'octubre de 2009   | Catalina             | CSS                  |
| 426651 | 2013 SO80              | 15 d'agost de 2009     | Kitt Peak            | Spacewatch           |
| 426652 | 2013 SC81              | 13 d'octubre de 1998   | Kitt Peak            | Spacewatch           |
| 426653 | 2013 SA82              | 27 de juny de 2006     | Siding Spring        | Siding Spring Survey |
| 426654 | 2013 SB84              | 5 de setembre de 2007  | Catalina             | CSS                  |
| 426655 | 2013 SD84              | 23 d'octubre de 2004   | Kitt Peak            | Spacewatch           |
| 426656 | 2013 SB86              | 30 de desembre de 2008 | Catalina             | CSS                  |
| 426657 | 2013 SL86              | 4 de març de 2006      | Mount Lemmon         | Mt. Lemmon Survey    |
| 426658 | 2013 TW1               | 17 de novembre de 2000 | Kitt Peak            | Spacewatch           |
| 426659 | 2013 TA2               | 4 de desembre de 2003  | Socorro              | LINEAR               |
| 426660 | 2013 TP2               | 3 de desembre de 2010  | Mount Lemmon         | Mt. Lemmon Survey    |
| 426661 | 2013 TW2               | 21 de febrer de 2007   | Kitt Peak            | Spacewatch           |
| 426662 | 2013 TZ2               | 19 de novembre de 2009 | Catalina             | CSS                  |
| 426663 | 2013 TR3               | 3 d'agost de 2008      | Siding Spring        | Siding Spring Survey |
| 426664 | 2013 TS3               | 20 de novembre de 2009 | Mount Lemmon         | Mt. Lemmon Survey    |
| 426665 | 2013 TF7               | 4 de novembre de 2004  | Kitt Peak            | Spacewatch           |
| 426666 | 2013 TO7               | 17 d'octubre de 2009   | Catalina             | CSS                  |
| 426667 | 2013 TU8               | 28 d'agost de 2006     | Kitt Peak            | Spacewatch           |
| 426668 | 2013 TV8               | 11 de novembre de 2006 | Catalina             | CSS                  |
| 426669 | 2013 TC9               | 2 d'abril de 2006      | Kitt Peak            | Spacewatch           |
| 426670 | 2013 TR13              | 30 de gener de 2006    | Kitt Peak            | Spacewatch           |
| 426671 | 2013 TX13              | 18 d'abril de 2002     | Kitt Peak            | Spacewatch           |
| 426672 | 2013 TZ13              | 17 de novembre de 2009 | Mount Lemmon         | Mt. Lemmon Survey    |
| 426673 | 2013 TH14              | 10 de març de 2011     | Kitt Peak            | Spacewatch           |
| 426674 | 2013 TV14              | 10 de setembre de 2007 | Catalina             | CSS                  |
| 426675 | 2013 TD15              | 2 de juliol de 2005    | Kitt Peak            | Spacewatch           |
| 426676 | 2013 TX17              | 9 d'octubre de 2007    | Kitt Peak            | Spacewatch           |
| 426677 | 2013 TS18              | 11 de gener de 2010    | Kitt Peak            | Spacewatch           |
| 426678 | 2013 TB19              | 25 de novembre de 2006 | Kitt Peak            | Spacewatch           |
| 426679 | 2013 TM19              | 16 de març de 2007     | Kitt Peak            | Spacewatch           |
| 426680 | 2013 TS19              | 31 d'octubre de 1999   | Kitt Peak            | Spacewatch           |
| 426681 | 2013 TL20              | 24 de març de 2006     | Mount Lemmon         | Mt. Lemmon Survey    |
| 426682 | 2013 TF21              | 20 d'octubre de 2003   | Kitt Peak            | Spacewatch           |
| 426683 | 2013 TO21              | 23 de setembre de 2008 | Kitt Peak            | Spacewatch           |
| 426684 | 2013 TQ21              | 6 de novembre de 2008  | Kitt Peak            | Spacewatch           |
| 426685 | 2013 TA22              | 3 de desembre de 2005  | Kitt Peak            | Spacewatch           |
| 426686 | 2013 TB22              | 6 d'octubre de 2004    | Kitt Peak            | Spacewatch           |
| 426687 | 2013 TZ22              | 8 de gener de 2006     | Kitt Peak            | Spacewatch           |
| 426688 | 2013 TQ23              | 17 de febrer de 2010   | Kitt Peak            | Spacewatch           |
| 426689 | 2013 TC26              | 9 de març de 2005      | Kitt Peak            | Spacewatch           |
| 426690 | 2013 TM26              | 27 de febrer de 2007   | Kitt Peak            | Spacewatch           |
| 426691 | 2013 TU26              | 7 d'octubre de 2004    | Kitt Peak            | Spacewatch           |
| 426692 | 2013 TC27              | 27 de març de 1995     | Kitt Peak            | Spacewatch           |
| 426693 | 2013 TT27              | 13 de maig de 1996     | Kitt Peak            | Spacewatch           |
| 426694 | 2013 TG28              | 23 d'agost de 2008     | Kitt Peak            | Spacewatch           |
| 426695 | 2013 TR28              | 21 de novembre de 2009 | Mount Lemmon         | Mt. Lemmon Survey    |
| 426696 | 2013 TW28              | 4 de juliol de 2005    | Kitt Peak            | Spacewatch           |
| 426697 | 2013 TP29              | 16 de setembre de 2003 | Kitt Peak            | Spacewatch           |
| 426698 | 2013 TX30              | 18 d'octubre de 2003   | Kitt Peak            | Spacewatch           |
| 426699 | 2013 TY30              | 14 de gener de 2008    | Kitt Peak            | Spacewatch           |
| 426700 | 2013 TQ31              | 9 de març de 2005      | Mount Lemmon         | Mt. Lemmon Survey    |

## 426701-426800
| Nom    | Designació provisional | Data de descobriment   | Lloc de descobriment | Descobridor/s          |
| ------ | ---------------------- | ---------------------- | -------------------- | ---------------------- |
| 426701 | 2013 TS31              | 16 de novembre de 1998 | Kitt Peak            | Spacewatch             |
| 426702 | 2013 TD32              | 2 de març de 2009      | Kitt Peak            | Spacewatch             |
| 426703 | 2013 TM32              | 9 d'octubre de 1999    | Kitt Peak            | Spacewatch             |
| 426704 | 2013 TN32              | 18 de setembre de 2003 | Kitt Peak            | Spacewatch             |
| 426705 | 2013 TR33              | 5 de setembre de 2010  | Mount Lemmon         | Mt. Lemmon Survey      |
| 426706 | 2013 TN34              | 25 d'abril de 2000     | Kitt Peak            | Spacewatch             |
| 426707 | 2013 TS34              | 8 de gener de 2010     | WISE                 | WISE                   |
| 426708 | 2013 TQ36              | 10 de gener de 2006    | Mount Lemmon         | Mt. Lemmon Survey      |
| 426709 | 2013 TN37              | 21 de febrer de 2007   | Kitt Peak            | Spacewatch             |
| 426710 | 2013 TH39              | 9 d'octubre de 2004    | Kitt Peak            | Spacewatch             |
| 426711 | 2013 TX39              | 18 de setembre de 2009 | Kitt Peak            | Spacewatch             |
| 426712 | 2013 TJ40              | 13 d'octubre de 2004   | Kitt Peak            | Spacewatch             |
| 426713 | 2013 TE41              | 21 de març de 2010     | WISE                 | WISE                   |
| 426714 | 2013 TO42              | 6 de setembre de 2008  | Mount Lemmon         | Mt. Lemmon Survey      |
| 426715 | 2013 TQ43              | 13 de setembre de 1998 | Kitt Peak            | Spacewatch             |
| 426716 | 2013 TF45              | 19 d'octubre de 2003   | Kitt Peak            | Spacewatch             |
| 426717 | 2013 TT45              | 12 de febrer de 2008   | Kitt Peak            | Spacewatch             |
| 426718 | 2013 TP46              | 2 d'octubre de 2008    | Kitt Peak            | Spacewatch             |
| 426719 | 2013 TC47              | 11 de març de 2007     | Mount Lemmon         | Mt. Lemmon Survey      |
| 426720 | 2013 TJ47              | 11 de desembre de 2004 | Kitt Peak            | Spacewatch             |
| 426721 | 2013 TP49              | 28 de setembre de 2008 | Mount Lemmon         | Mt. Lemmon Survey      |
| 426722 | 2013 TZ50              | 1 d'octubre de 2000    | Socorro              | LINEAR                 |
| 426723 | 2013 TM51              | 29 de setembre de 2013 | XuYi                 | PMO NEO Survey Program |
| 426724 | 2013 TX51              | 9 de setembre de 2008  | Mount Lemmon         | Mt. Lemmon Survey      |
| 426725 | 2013 TM52              | 23 d'agost de 2008     | Siding Spring        | Siding Spring Survey   |
| 426726 | 2013 TQ52              | 14 de març de 2007     | Mount Lemmon         | Mt. Lemmon Survey      |
| 426727 | 2013 TU52              | 12 de juny de 2012     | Kitt Peak            | Spacewatch             |
| 426728 | 2013 TW52              | 16 de setembre de 2004 | Anderson Mesa        | LONEOS                 |
| 426729 | 2013 TH53              | 10 de març de 2007     | Kitt Peak            | Spacewatch             |
| 426730 | 2013 TS57              | 7 de novembre de 2008  | Kitt Peak            | Spacewatch             |
| 426731 | 2013 TY58              | 12 de setembre de 2007 | Mount Lemmon         | Mt. Lemmon Survey      |
| 426732 | 2013 TP60              | 16 de gener de 2004    | Anderson Mesa        | LONEOS                 |
| 426733 | 2013 TV63              | 4 de desembre de 2005  | Kitt Peak            | Spacewatch             |
| 426734 | 2013 TF67              | 29 de desembre de 2005 | Socorro              | LINEAR                 |
| 426735 | 2013 TE72              | 7 d'octubre de 2004    | Kitt Peak            | Spacewatch             |
| 426736 | 2013 TZ72              | 18 de novembre de 2006 | Kitt Peak            | Spacewatch             |
| 426737 | 2013 TY75              | 30 de març de 2011     | Mount Lemmon         | Mt. Lemmon Survey      |
| 426738 | 2013 TW77              | 30 d'octubre de 2007   | Mount Lemmon         | Mt. Lemmon Survey      |
| 426739 | 2013 TQ78              | 14 d'octubre de 2007   | Mount Lemmon         | Mt. Lemmon Survey      |
| 426740 | 2013 TG79              | 6 de novembre de 2010  | Mount Lemmon         | Mt. Lemmon Survey      |
| 426741 | 2013 TJ80              | 25 de desembre de 2005 | Kitt Peak            | Spacewatch             |
| 426742 | 2013 TJ83              | 2 de novembre de 2010  | Kitt Peak            | Spacewatch             |
| 426743 | 2013 TW83              | 26 de novembre de 2005 | Kitt Peak            | Spacewatch             |
| 426744 | 2013 TA84              | 1 de febrer de 2006    | Mount Lemmon         | Mt. Lemmon Survey      |
| 426745 | 2013 TD84              | 31 de gener de 2006    | Kitt Peak            | Spacewatch             |
| 426746 | 2013 TZ88              | 10 de març de 2005     | Mount Lemmon         | Mt. Lemmon Survey      |
| 426747 | 2013 TL89              | 10 d'octubre de 2004   | Kitt Peak            | Spacewatch             |
| 426748 | 2013 TW89              | 23 de gener de 2006    | Kitt Peak            | Spacewatch             |
| 426749 | 2013 TN90              | 9 de novembre de 2007  | Kitt Peak            | Spacewatch             |
| 426750 | 2013 TB92              | 15 de setembre de 2013 | Mount Lemmon         | Mt. Lemmon Survey      |
| 426751 | 2013 TC92              | 16 d'octubre de 2009   | Catalina             | CSS                    |
| 426752 | 2013 TE92              | 5 d'octubre de 2004    | Kitt Peak            | Spacewatch             |
| 426753 | 2013 TN92              | 15 de setembre de 2004 | Kitt Peak            | Spacewatch             |
| 426754 | 2013 TE93              | 29 de març de 2011     | Kitt Peak            | Spacewatch             |
| 426755 | 2013 TA94              | 12 de setembre de 2007 | Mount Lemmon         | Mt. Lemmon Survey      |
| 426756 | 2013 TC94              | 16 de desembre de 2009 | Mount Lemmon         | Mt. Lemmon Survey      |
| 426757 | 2013 TF94              | 8 de maig de 2005      | Mount Lemmon         | Mt. Lemmon Survey      |
| 426758 | 2013 TP94              | 27 de gener de 2007    | Kitt Peak            | Spacewatch             |
| 426759 | 2013 TU98              | 9 de febrer de 2010    | Kitt Peak            | Spacewatch             |
| 426760 | 2013 TP99              | 8 de setembre de 2000  | Kitt Peak            | Spacewatch             |
| 426761 | 2013 TQ99              | 29 de març de 2004     | Kitt Peak            | Spacewatch             |
| 426762 | 2013 TR99              | 16 de març de 2010     | Mount Lemmon         | Mt. Lemmon Survey      |
| 426763 | 2013 TZ99              | 13 de febrer de 2010   | Catalina             | CSS                    |
| 426764 | 2013 TB100             | 19 de setembre de 2007 | Kitt Peak            | Spacewatch             |
| 426765 | 2013 TC101             | 26 de febrer de 2012   | Kitt Peak            | Spacewatch             |
| 426766 | 2013 TM102             | 30 de setembre de 2005 | Mount Lemmon         | Mt. Lemmon Survey      |
| 426767 | 2013 TG104             | 21 d'agost de 2008     | Kitt Peak            | Spacewatch             |
| 426768 | 2013 TP104             | 3 de setembre de 2008  | Kitt Peak            | Spacewatch             |
| 426769 | 2013 TS104             | 15 d'octubre de 2007   | Mount Lemmon         | Mt. Lemmon Survey      |
| 426770 | 2013 TO105             | 9 de novembre de 2009  | Kitt Peak            | Spacewatch             |
| 426771 | 2013 TE107             | 1 de novembre de 2005  | Mount Lemmon         | Mt. Lemmon Survey      |
| 426772 | 2013 TS107             | 7 de setembre de 2008  | Mount Lemmon         | Mt. Lemmon Survey      |
| 426773 | 2013 TW107             | 7 de setembre de 2008  | Mount Lemmon         | Mt. Lemmon Survey      |
| 426774 | 2013 TA108             | 30 de setembre de 2003 | Kitt Peak            | Spacewatch             |
| 426775 | 2013 TF112             | 14 d'octubre de 2004   | Kitt Peak            | Spacewatch             |
| 426776 | 2013 TG112             | 23 de setembre de 1998 | Kitt Peak            | Spacewatch             |
| 426777 | 2013 TH112             | 30 de setembre de 2008 | Mount Lemmon         | Mt. Lemmon Survey      |
| 426778 | 2013 TL113             | 26 d'octubre de 2005   | Kitt Peak            | Spacewatch             |
| 426779 | 2013 TG114             | 20 d'octubre de 1995   | Kitt Peak            | Spacewatch             |
| 426780 | 2013 TW114             | 11 d'abril de 2012     | Mount Lemmon         | Mt. Lemmon Survey      |
| 426781 | 2013 TG115             | 17 d'abril de 2005     | Kitt Peak            | Spacewatch             |
| 426782 | 2013 TP116             | 3 de febrer de 2006    | Kitt Peak            | Spacewatch             |
| 426783 | 2013 TL120             | 18 de setembre de 2006 | Catalina             | CSS                    |
| 426784 | 2013 TR120             | 27 d'agost de 2001     | Kitt Peak            | Spacewatch             |
| 426785 | 2013 TZ123             | 22 de setembre de 2004 | Kitt Peak            | Spacewatch             |
| 426786 | 2013 TC125             | 8 de setembre de 1999  | Kitt Peak            | Spacewatch             |
| 426787 | 2013 TY127             | 29 d'abril de 2010     | WISE                 | WISE                   |
| 426788 | 2013 TQ128             | 26 d'abril de 2006     | Kitt Peak            | Spacewatch             |
| 426789 | 2013 TR128             | 2 de febrer de 2005    | Kitt Peak            | Spacewatch             |
| 426790 | 2013 TA130             | 12 de setembre de 2001 | Socorro              | LINEAR                 |
| 426791 | 2013 TF130             | 12 d'octubre de 2007   | Mount Lemmon         | Mt. Lemmon Survey      |
| 426792 | 2013 TQ131             | 30 de setembre de 1997 | Kitt Peak            | Spacewatch             |
| 426793 | 2013 TR131             | 28 d'octubre de 2005   | Catalina             | CSS                    |
| 426794 | 2013 TT131             | 6 de març de 2008      | Mount Lemmon         | Mt. Lemmon Survey      |
| 426795 | 2013 TG133             | 14 de març de 2010     | Mount Lemmon         | Mt. Lemmon Survey      |
| 426796 | 2013 TK133             | 18 de setembre de 2007 | Catalina             | CSS                    |
| 426797 | 2013 TM133             | 20 de novembre de 2009 | Mount Lemmon         | Mt. Lemmon Survey      |
| 426798 | 2013 TX133             | 6 de novembre de 2008  | Mount Lemmon         | Mt. Lemmon Survey      |
| 426799 | 2013 TD134             | 30 de març de 2000     | Kitt Peak            | Spacewatch             |
| 426800 | 2013 TH134             | 4 de maig de 2010      | WISE                 | WISE                   |

## 426801-426900
| Nom    | Designació provisional | Data de descobriment   | Lloc de descobriment | Descobridor/s          |
| ------ | ---------------------- | ---------------------- | -------------------- | ---------------------- |
| 426801 | 2013 TA135             | 9 de desembre de 2006  | Kitt Peak            | Spacewatch             |
| 426802 | 2013 TJ136             | 11 de setembre de 2007 | Kitt Peak            | Spacewatch             |
| 426803 | 2013 TO136             | 10 de setembre de 2008 | Siding Spring        | Siding Spring Survey   |
| 426804 | 2013 TP136             | 24 de desembre de 1998 | Kitt Peak            | Spacewatch             |
| 426805 | 2013 TD137             | 1 de novembre de 2008  | Mount Lemmon         | Mt. Lemmon Survey      |
| 426806 | 2013 TO137             | 11 de setembre de 2007 | Mount Lemmon         | Mt. Lemmon Survey      |
| 426807 | 2013 TT137             | 26 de març de 2010     | WISE                 | WISE                   |
| 426808 | 2013 TK138             | 1 de març de 2011      | Mount Lemmon         | Mt. Lemmon Survey      |
| 426809 | 2013 TP138             | 19 de novembre de 2000 | Kitt Peak            | Spacewatch             |
| 426810 | 2013 TD139             | 23 de febrer de 2007   | Kitt Peak            | Spacewatch             |
| 426811 | 2013 TH140             | 15 d'abril de 2007     | Kitt Peak            | Spacewatch             |
| 426812 | 2013 TR140             | 14 de setembre de 2007 | Kitt Peak            | Spacewatch             |
| 426813 | 2013 TZ140             | 19 de setembre de 2008 | Kitt Peak            | Spacewatch             |
| 426814 | 2013 TF141             | 7 d'octubre de 2005    | Kitt Peak            | Spacewatch             |
| 426815 | 2013 TW141             | 31 de març de 2009     | Kitt Peak            | Spacewatch             |
| 426816 | 2013 TO144             | 7 d'octubre de 2005    | Mount Lemmon         | Mt. Lemmon Survey      |
| 426817 | 2013 TT145             | 23 de setembre de 2000 | Anderson Mesa        | LONEOS                 |
| 426818 | 2013 TU145             | 22 d'agost de 2004     | Siding Spring        | Siding Spring Survey   |
| 426819 | 2013 TU156             | 11 de setembre de 2007 | Mount Lemmon         | Mt. Lemmon Survey      |
| 426820 | 2013 UU5               | 10 de desembre de 2004 | Socorro              | LINEAR                 |
| 426821 | 2013 UJ6               | 24 d'octubre de 2009   | Kitt Peak            | Spacewatch             |
| 426822 | 2013 UT6               | 18 d'agost de 2007     | XuYi                 | PMO NEO Survey Program |
| 426823 | 2013 UD7               | 28 de novembre de 2005 | Kitt Peak            | Spacewatch             |
| 426824 | 2013 UQ7               | 25 de març de 2007     | Mount Lemmon         | Mt. Lemmon Survey      |
| 426825 | 2013 UY7               | 24 d'agost de 2007     | Kitt Peak            | Spacewatch             |
| 426826 | 2013 UH8               | 3 de novembre de 2005  | Mount Lemmon         | Mt. Lemmon Survey      |
| 426827 | 2013 UG14              | 26 d'agost de 2000     | Socorro              | LINEAR                 |
| 426828 | 2013 UQ14              | 9 de gener de 2006     | Kitt Peak            | Spacewatch             |
| 426829 | 2013 VZ                | 29 d'octubre de 2003   | Kitt Peak            | Spacewatch             |
| 426830 | 2013 VD1               | 23 de juny de 2010     | WISE                 | WISE                   |
| 426831 | 2013 VP2               | 24 d'octubre de 2009   | Catalina             | CSS                    |
| 426832 | 2013 VV2               | 7 d'octubre de 2007    | Catalina             | CSS                    |
| 426833 | 2013 VX2               | 8 d'octubre de 2007    | Catalina             | CSS                    |
| 426834 | 2013 VG3               | 12 de juny de 2010     | WISE                 | WISE                   |
| 426835 | 2013 VM3               | 21 de novembre de 2008 | Kitt Peak            | Spacewatch             |
| 426836 | 2013 VD7               | 13 de febrer de 2010   | Kitt Peak            | Spacewatch             |
| 426837 | 2013 VL7               | 10 de setembre de 2007 | Mount Lemmon         | Mt. Lemmon Survey      |
| 426838 | 2013 VQ7               | 10 de novembre de 2004 | Kitt Peak            | Spacewatch             |
| 426839 | 2013 VC8               | 10 de març de 2005     | Anderson Mesa        | LONEOS                 |
| 426840 | 2013 VM8               | 24 d'agost de 2007     | Kitt Peak            | Spacewatch             |
| 426841 | 2013 VV9               | 2 d'abril de 2006      | Mount Lemmon         | Mt. Lemmon Survey      |
| 426842 | 2013 VJ10              | 13 de maig de 2008     | Mount Lemmon         | Mt. Lemmon Survey      |
| 426843 | 2013 VP10              | 26 d'octubre de 2009   | Kitt Peak            | Spacewatch             |
| 426844 | 2013 VV11              | 10 de novembre de 2001 | Socorro              | LINEAR                 |
| 426845 | 2013 VH14              | 11 d'octubre de 2007   | Mount Lemmon         | Mt. Lemmon Survey      |
| 426846 | 2013 VG15              | 30 de juliol de 2008   | Mount Lemmon         | Mt. Lemmon Survey      |
| 426847 | 2013 VF16              | 11 de desembre de 2009 | Mount Lemmon         | Mt. Lemmon Survey      |
| 426848 | 2013 VF19              | 12 de febrer de 2004   | Kitt Peak            | Spacewatch             |
| 426849 | 2013 VR20              | 7 d'abril de 2011      | Kitt Peak            | Spacewatch             |
| 426850 | 2013 VB21              | 4 d'agost de 2008      | Siding Spring        | Siding Spring Survey   |
| 426851 | 2013 VQ22              | 13 de setembre de 2007 | Kitt Peak            | Spacewatch             |
| 426852 | 2013 VX22              | 1 de desembre de 2003  | Socorro              | LINEAR                 |
| 426853 | 2013 VB23              | 24 d'octubre de 2008   | Kitt Peak            | Spacewatch             |
| 426854 | 2013 WJ1               | 26 d'octubre de 2008   | Mount Lemmon         | Mt. Lemmon Survey      |
| 426855 | 2013 WL1               | 21 de desembre de 2003 | Kitt Peak            | Spacewatch             |
| 426856 | 2013 WV2               | 13 de setembre de 2007 | Catalina             | CSS                    |
| 426857 | 2013 WH3               | 3 de setembre de 2007  | Mount Lemmon         | Mt. Lemmon Survey      |
| 426858 | 2013 WJ4               | 8 de novembre de 1996  | Kitt Peak            | Spacewatch             |
| 426859 | 2013 WP4               | 4 de maig de 2005      | Mount Lemmon         | Mt. Lemmon Survey      |
| 426860 | 2013 WX4               | 6 de novembre de 1999  | Socorro              | LINEAR                 |
| 426861 | 2013 WG5               | 10 de setembre de 2007 | Kitt Peak            | Spacewatch             |
| 426862 | 2013 WJ5               | 8 de juny de 2011      | Mount Lemmon         | Mt. Lemmon Survey      |
| 426863 | 2013 WZ5               | 2 de febrer de 2009    | Mount Lemmon         | Mt. Lemmon Survey      |
| 426864 | 2013 WK6               | 12 de desembre de 2004 | Kitt Peak            | Spacewatch             |
| 426865 | 2013 WA7               | 2 de novembre de 2008  | Mount Lemmon         | Mt. Lemmon Survey      |
| 426866 | 2013 WC7               | 26 de desembre de 2005 | Kitt Peak            | Spacewatch             |
| 426867 | 2013 WU8               | 16 d'octubre de 2007   | Mount Lemmon         | Mt. Lemmon Survey      |
| 426868 | 2013 WL15              | 25 de desembre de 2005 | Mount Lemmon         | Mt. Lemmon Survey      |
| 426869 | 2013 WQ19              | 9 de maig de 2005      | Kitt Peak            | Spacewatch             |
| 426870 | 2013 WJ21              | 31 de desembre de 2008 | Mount Lemmon         | Mt. Lemmon Survey      |
| 426871 | 2013 WQ21              | 14 de gener de 2011    | Mount Lemmon         | Mt. Lemmon Survey      |
| 426872 | 2013 WK27              | 14 de juny de 2007     | Kitt Peak            | Spacewatch             |
| 426873 | 2013 WH28              | 11 de desembre de 2004 | Campo Imperatore     | CINEOS                 |
| 426874 | 2013 WS29              | 21 d'octubre de 1995   | Kitt Peak            | Spacewatch             |
| 426875 | 2013 WJ34              | 5 d'octubre de 2004    | Kitt Peak            | Spacewatch             |
| 426876 | 2013 WS35              | 27 de desembre de 2006 | Mount Lemmon         | Mt. Lemmon Survey      |
| 426877 | 2013 WB37              | 21 de desembre de 2008 | Kitt Peak            | Spacewatch             |
| 426878 | 2013 WR37              | 5 de gener de 2003     | Socorro              | LINEAR                 |
| 426879 | 2013 WP39              | 22 de setembre de 2006 | Catalina             | CSS                    |
| 426880 | 2013 WG42              | 7 de setembre de 2008  | Mount Lemmon         | Mt. Lemmon Survey      |
| 426881 | 2013 WW46              | 18 d'abril de 2005     | Kitt Peak            | Spacewatch             |
| 426882 | 2013 WR47              | 26 de gener de 2006    | Kitt Peak            | Spacewatch             |
| 426883 | 2013 WL48              | 14 de setembre de 1998 | Socorro              | LINEAR                 |
| 426884 | 2013 WT49              | 17 de febrer de 2010   | Mount Lemmon         | Mt. Lemmon Survey      |
| 426885 | 2013 WD50              | 29 de juny de 2008     | Siding Spring        | Siding Spring Survey   |
| 426886 | 2013 WZ50              | 22 de febrer de 2004   | Kitt Peak            | Spacewatch             |
| 426887 | 2013 WA51              | 19 de setembre de 2001 | Socorro              | LINEAR                 |
| 426888 | 2013 WZ52              | 3 de setembre de 2007  | Catalina             | CSS                    |
| 426889 | 2013 WG53              | 31 de desembre de 2008 | Kitt Peak            | Spacewatch             |
| 426890 | 2013 WS56              | 13 de desembre de 1999 | Kitt Peak            | Spacewatch             |
| 426891 | 2013 WX56              | 19 de març de 2010     | Mount Lemmon         | Mt. Lemmon Survey      |
| 426892 | 2013 WL57              | 5 d'agost de 2008      | Siding Spring        | Siding Spring Survey   |
| 426893 | 2013 WX57              | 8 de desembre de 1999  | Kitt Peak            | Spacewatch             |
| 426894 | 2013 WR58              | 21 de novembre de 2009 | Mount Lemmon         | Mt. Lemmon Survey      |
| 426895 | 2013 WT58              | 18 de març de 2010     | WISE                 | WISE                   |
| 426896 | 2013 WU58              | 22 de gener de 2006    | Mount Lemmon         | Mt. Lemmon Survey      |
| 426897 | 2013 WT59              | 6 de gener de 2010     | Catalina             | CSS                    |
| 426898 | 2013 WC62              | 30 de maig de 2010     | WISE                 | WISE                   |
| 426899 | 2013 WJ62              | 2 de novembre de 2007  | Catalina             | CSS                    |
| 426900 | 2013 WZ66              | 26 de desembre de 2005 | Mount Lemmon         | Mt. Lemmon Survey      |

## 426901-427000
| Nom    | Designació provisional | Data de descobriment   | Lloc de descobriment | Descobridor/s        |
| ------ | ---------------------- | ---------------------- | -------------------- | -------------------- |
| 426901 | 2013 WV69              | 10 de març de 2005     | Kitt Peak            | Spacewatch           |
| 426902 | 2013 WX70              | 12 de setembre de 2007 | Catalina             | CSS                  |
| 426903 | 2013 WZ72              | 20 de setembre de 2009 | Kitt Peak            | Spacewatch           |
| 426904 | 2013 WH74              | 20 de gener de 2009    | Kitt Peak            | Spacewatch           |
| 426905 | 2013 WM74              | 1 de desembre de 1996  | Kitt Peak            | Spacewatch           |
| 426906 | 2013 WK75              | 13 de febrer de 2010   | Mount Lemmon         | Mt. Lemmon Survey    |
| 426907 | 2013 WZ75              | 9 d'octubre de 2002    | Kitt Peak            | Spacewatch           |
| 426908 | 2013 WZ76              | 2 de setembre de 2008  | Kitt Peak            | Spacewatch           |
| 426909 | 2013 WM78              | 31 de març de 2005     | Anderson Mesa        | LONEOS               |
| 426910 | 2013 WY80              | 2 de gener de 2009     | Kitt Peak            | Spacewatch           |
| 426911 | 2013 WA81              | 20 d'octubre de 2006   | Mount Lemmon         | Mt. Lemmon Survey    |
| 426912 | 2013 WA83              | 19 de novembre de 2008 | Kitt Peak            | Spacewatch           |
| 426913 | 2013 WM84              | 30 d'abril de 2006     | Kitt Peak            | Spacewatch           |
| 426914 | 2013 WK85              | 3 de maig de 2005      | Kitt Peak            | Spacewatch           |
| 426915 | 2013 WO86              | 1 de desembre de 2008  | Mount Lemmon         | Mt. Lemmon Survey    |
| 426916 | 2013 WT91              | 2 de maig de 2006      | Mount Lemmon         | Mt. Lemmon Survey    |
| 426917 | 2013 WH94              | 12 d'octubre de 2007   | Mount Lemmon         | Mt. Lemmon Survey    |
| 426918 | 2013 WF97              | 24 de març de 2006     | Kitt Peak            | Spacewatch           |
| 426919 | 2013 WH97              | 5 de desembre de 2002  | Socorro              | LINEAR               |
| 426920 | 2013 WZ98              | 13 de desembre de 2004 | Kitt Peak            | Spacewatch           |
| 426921 | 2013 WP99              | 11 de setembre de 2007 | Mount Lemmon         | Mt. Lemmon Survey    |
| 426922 | 2013 WY102             | 29 de setembre de 2008 | Kitt Peak            | Spacewatch           |
| 426923 | 2013 WL107             | 9 de novembre de 2009  | Kitt Peak            | Spacewatch           |
| 426924 | 2013 WM107             | 1 de desembre de 2005  | Mount Lemmon         | Mt. Lemmon Survey    |
| 426925 | 2013 WG109             | 25 de setembre de 2007 | Mount Lemmon         | Mt. Lemmon Survey    |
| 426926 | 2013 XG1               | 5 de desembre de 2005  | Kitt Peak            | Spacewatch           |
| 426927 | 2013 XR1               | 27 de novembre de 2009 | Mount Lemmon         | Mt. Lemmon Survey    |
| 426928 | 2013 XB9               | 25 d'abril de 2010     | WISE                 | WISE                 |
| 426929 | 2013 XF9               | 1 d'abril de 2005      | Kitt Peak            | Spacewatch           |
| 426930 | 2013 XT10              | 2 de febrer de 2006    | Kitt Peak            | Spacewatch           |
| 426931 | 2013 XE11              | 5 de desembre de 2002  | Kitt Peak            | Spacewatch           |
| 426932 | 2013 XL11              | 4 de novembre de 2002  | Kitt Peak            | Spacewatch           |
| 426933 | 2013 XF12              | 23 de setembre de 2008 | Mount Lemmon         | Mt. Lemmon Survey    |
| 426934 | 2013 XW13              | 8 d'octubre de 2007    | Catalina             | CSS                  |
| 426935 | 2013 XH15              | 25 de març de 2007     | Mount Lemmon         | Mt. Lemmon Survey    |
| 426936 | 2013 XS18              | 6 de desembre de 2005  | Kitt Peak            | Spacewatch           |
| 426937 | 2013 XT24              | 5 de juny de 1999      | Kitt Peak            | Spacewatch           |
| 426938 | 2013 YL                | 6 de març de 2003      | Anderson Mesa        | LONEOS               |
| 426939 | 2013 YW3               | 17 de març de 2005     | Campo Imperatore     | CINEOS               |
| 426940 | 2013 YG5               | 31 de desembre de 2008 | Mount Lemmon         | Mt. Lemmon Survey    |
| 426941 | 2013 YA6               | 24 de novembre de 2003 | Kitt Peak            | Spacewatch           |
| 426942 | 2013 YF8               | 16 de març de 2004     | Siding Spring        | Siding Spring Survey |
| 426943 | 2013 YS16              | 5 de juny de 2005      | Kitt Peak            | Spacewatch           |
| 426944 | 2013 YA18              | 4 de febrer de 2009    | Mount Lemmon         | Mt. Lemmon Survey    |
| 426945 | 2013 YJ19              | 11 de març de 2007     | Kitt Peak            | Spacewatch           |
| 426946 | 2013 YN20              | 3 d'octubre de 1999    | Socorro              | LINEAR               |
| 426947 | 2013 YB22              | 25 de febrer de 2011   | Kitt Peak            | Spacewatch           |
| 426948 | 2013 YG22              | 7 de desembre de 1996  | Kitt Peak            | Spacewatch           |
| 426949 | 2013 YY23              | 2 de desembre de 2008  | Kitt Peak            | Spacewatch           |
| 426950 | 2013 YR24              | 15 de desembre de 2009 | Mount Lemmon         | Mt. Lemmon Survey    |
| 426951 | 2013 YD25              | 12 d'octubre de 2007   | Kitt Peak            | Spacewatch           |
| 426952 | 2013 YT25              | 26 de juny de 2010     | WISE                 | WISE                 |
| 426953 | 2013 YF26              | 14 de setembre de 2007 | Mount Lemmon         | Mt. Lemmon Survey    |
| 426954 | 2013 YH26              | 17 d'octubre de 2007   | Mount Lemmon         | Mt. Lemmon Survey    |
| 426955 | 2013 YL26              | 30 d'octubre de 2007   | Kitt Peak            | Spacewatch           |
| 426956 | 2013 YC27              | 6 d'octubre de 2008    | Mount Lemmon         | Mt. Lemmon Survey    |
| 426957 | 2013 YB28              | 23 de novembre de 2008 | Kitt Peak            | Spacewatch           |
| 426958 | 2013 YB37              | 8 de novembre de 2007  | Mount Lemmon         | Mt. Lemmon Survey    |
| 426959 | 2013 YB45              | 10 de març de 2005     | Catalina             | CSS                  |
| 426960 | 2013 YL52              | 26 de setembre de 1995 | Kitt Peak            | Spacewatch           |
| 426961 | 2013 YJ56              | 29 d'agost de 2006     | Kitt Peak            | Spacewatch           |
| 426962 | 2013 YL57              | 16 de setembre de 2012 | Kitt Peak            | Spacewatch           |
| 426963 | 2013 YY59              | 29 de desembre de 2008 | Kitt Peak            | Spacewatch           |
| 426964 | 2013 YD60              | 15 de setembre de 2006 | Kitt Peak            | Spacewatch           |
| 426965 | 2013 YS70              | 2 de desembre de 2008  | Mount Lemmon         | Mt. Lemmon Survey    |
| 426966 | 2013 YV71              | 22 d'agost de 2004     | Siding Spring        | Siding Spring Survey |
| 426967 | 2013 YB82              | 2 de gener de 2009     | Kitt Peak            | Spacewatch           |
| 426968 | 2013 YW103             | 26 de setembre de 1998 | Socorro              | LINEAR               |
| 426969 | 2013 YM112             | 21 de febrer de 2009   | Catalina             | CSS                  |
| 426970 | 2013 YL114             | 20 de gener de 2009    | Kitt Peak            | Spacewatch           |
| 426971 | 2013 YA119             | 9 de novembre de 2007  | Catalina             | CSS                  |
| 426972 | 2013 YO124             | 11 de gener de 2008    | Kitt Peak            | Spacewatch           |
| 426973 | 2013 YP125             | 27 de setembre de 2006 | Kitt Peak            | Spacewatch           |
| 426974 | 2013 YH133             | 23 de juny de 2010     | WISE                 | WISE                 |
| 426975 | 2013 YF138             | 8 d'octubre de 2007    | Mount Lemmon         | Mt. Lemmon Survey    |
| 426976 | 2013 YK141             | 27 de juny de 2005     | Kitt Peak            | Spacewatch           |
| 426977 | 2013 YX143             | 12 d'abril de 2004     | Kitt Peak            | Spacewatch           |
| 426978 | 2014 AO7               | 29 d'agost de 2006     | Kitt Peak            | Spacewatch           |
| 426979 | 2014 AU11              | 18 de setembre de 2003 | Socorro              | LINEAR               |
| 426980 | 2014 AH37              | 19 de juny de 2006     | Mount Lemmon         | Mt. Lemmon Survey    |
| 426981 | 2014 AO37              | 19 de desembre de 2007 | Mount Lemmon         | Mt. Lemmon Survey    |
| 426982 | 2014 AX48              | 13 de febrer de 2009   | Kitt Peak            | Spacewatch           |
| 426983 | 2014 AU54              | 11 de maig de 2005     | Kitt Peak            | Spacewatch           |
| 426984 | 2014 BB11              | 21 d'agost de 2006     | Kitt Peak            | Spacewatch           |
| 426985 | 2014 BO16              | 19 de novembre de 2007 | Kitt Peak            | Spacewatch           |
| 426986 | 2014 BV17              | 12 de febrer de 2004   | Kitt Peak            | Spacewatch           |
| 426987 | 2014 BE22              | 19 d'abril de 2004     | Kitt Peak            | Spacewatch           |
| 426988 | 2014 BA44              | 31 de desembre de 2008 | Mount Lemmon         | Mt. Lemmon Survey    |
| 426989 | 2014 BL55              | 26 de novembre de 2003 | Kitt Peak            | Spacewatch           |
| 426990 | 2014 DS7               | 11 d'abril de 2010     | Mount Lemmon         | Mt. Lemmon Survey    |
| 426991 | 2014 DT29              | 20 de febrer de 2009   | Kitt Peak            | Spacewatch           |
| 426992 | 2014 DQ67              | 24 d'abril de 2003     | Kitt Peak            | Spacewatch           |
| 426993 | 2014 DX123             | 9 de març de 2002      | Kitt Peak            | Spacewatch           |
| 426994 | 2014 HS131             | 8 de març de 2009      | Mount Lemmon         | Mt. Lemmon Survey    |
| 426995 | 2014 OO298             | 31 de desembre de 2007 | Mount Lemmon         | Mt. Lemmon Survey    |
| 426996 | 2014 PB68              | 18 de desembre de 2001 | Socorro              | LINEAR               |
| 426997 | 2014 QD30              | 26 d'agost de 2009     | Catalina             | CSS                  |
| 426998 | 2014 QA167             | 25 de març de 2007     | Mount Lemmon         | Mt. Lemmon Survey    |
| 426999 | 2014 QR330             | 14 de maig de 2008     | Mount Lemmon         | Mt. Lemmon Survey    |
| 427000 | 2014 QN368             | 13 de desembre de 2006 | Mount Lemmon         | Mt. Lemmon Survey    |